# Compagnie du chemin de fer de Strasbourg à Bâle

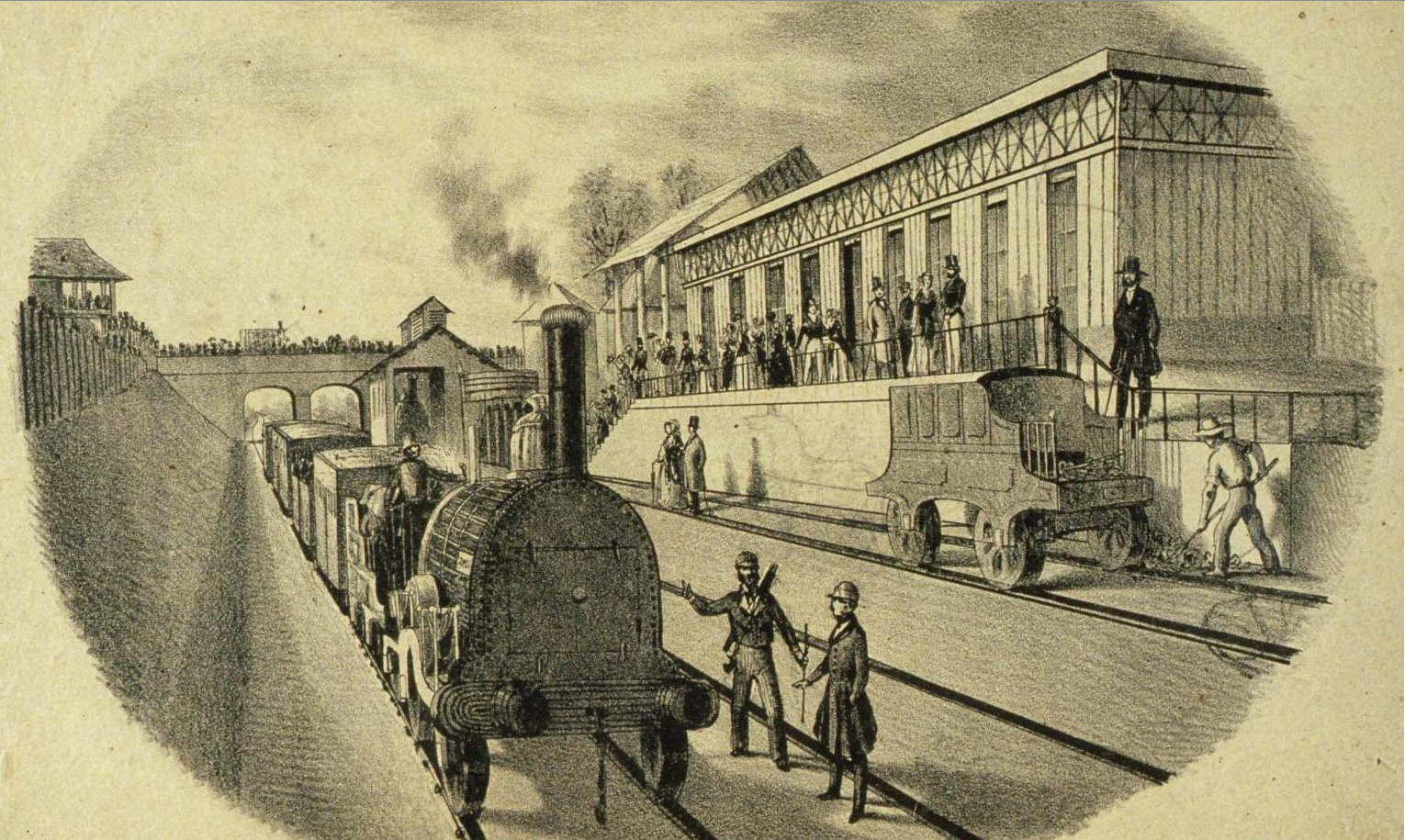
Inauguration de la ligne au débarcadère provisoire de Strasbourg (Koenigshoffen).

La société anonyme dénommée Compagnie du chemin de fer de Strasbourg à Bâle construisit et exploita la ligne de chemin de fer reliant ces deux villes.
La société conclut un marché à forfait avec la société Nicolas Koechlin & frères pour la construction de la ligne ainsi que l’achat des équipements et matériels nécessaires à son exploitation.
Nicolas Koechlin investit, jusqu’au risque de se ruiner, une part considérable de sa fortune et celle de ses associés pour mener à bien la construction et l’équipement de cette ligne, la plus longue à l’époque et promotrice de maintes procédures et techniques d’exploitation qui seront reprises par d’autres compagnies par la suite.
Isolée, la compagnie ne récolta pas les fruits de son ambition initiale et, malgré les améliorations notables de son exploitation pour accroître son produit kilométrique, elle ne trouva de salut que dans la fusion avec la compagnie de chemin de fer de Paris à Strasbourg.

## Genèse
Au mitan des années 1830, le développement des transports sur le sillon rhénan, de la Suisse à Mayence ou Mannheim, fit éclore deux projets de chemins de fer sur chacune des deux rives du Rhin. On[Qui ?] estimait qu’un seul chemin de fer devait suffire aux besoins du commerce. Il y avait donc urgence en Alsace à concrétiser un tracé par la rive gauche afin de rendre inutile le projet du Grand duché de Bade par la rive droite. Ce chemin de fer avait vocation à s’intégrer dans un système de relations ferroviaires internationales selon les axes Le Havre-Paris-Strasbourg et Allemagne-Mulhouse-sillon rhodanien-Marseille. Convaincu de la réussite d’un tel projet, pourtant d’envergure jamais réalisé à l’époque, et des retombées dont sa ville pourrait tirer profit, Nicolas Koechlin, riche entrepreneur mulhousien, s’investit dans cette aventure ; la ligne qu’il avait obtenue précédemment de Mulhouse à Thann n’était en quelque sorte qu’un essai pour se lancer dans le Strasbourg-Bâle.

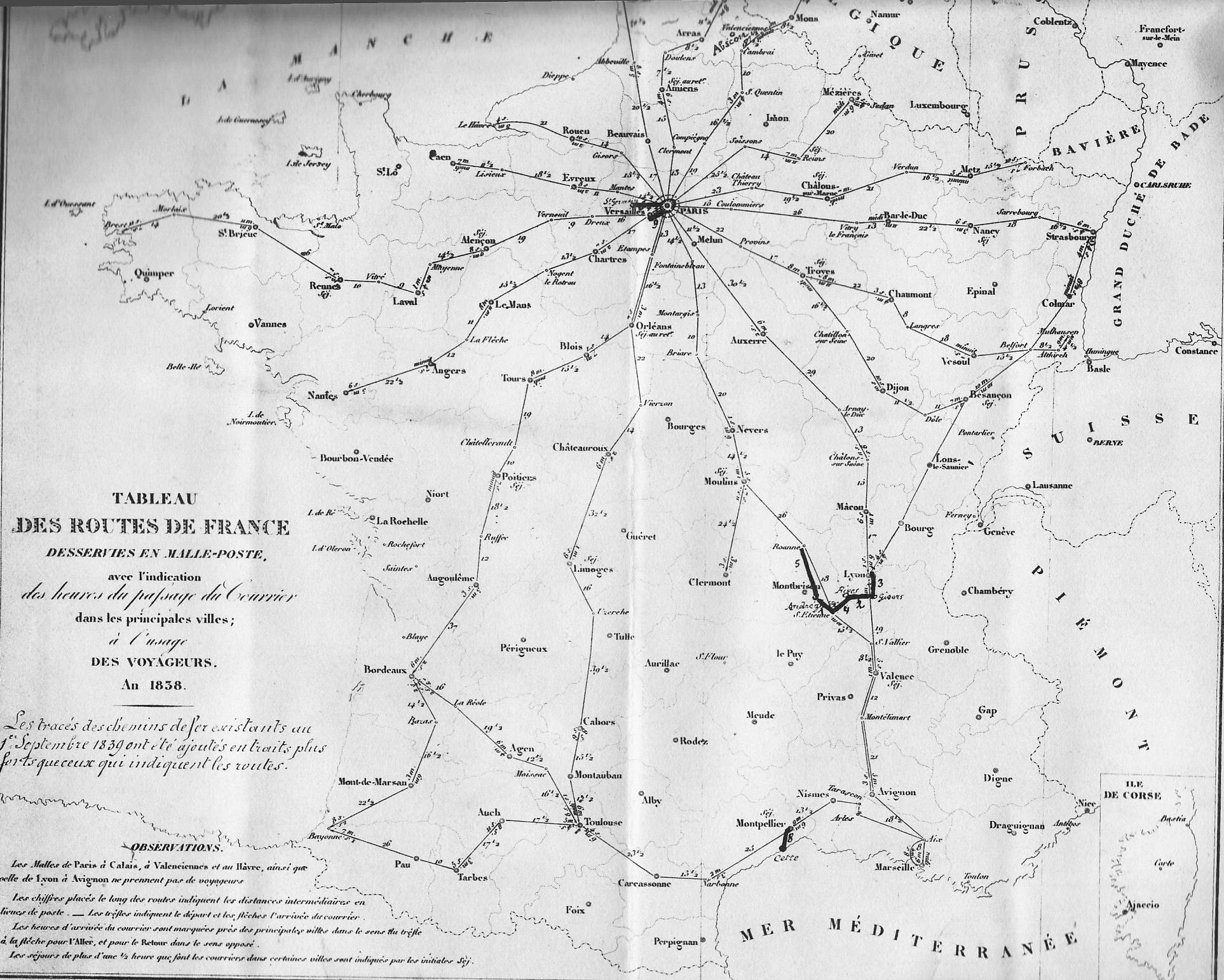
Carte des chemins de fer et des malles-postes en France en 1838

En 1832 était paru un opuscule de Samuel Blum, directeur des mines d’Épinac et créateur du chemin de fer d'Epinac, pour un Chemin de fer du Havre ou de Dieppe à Marseille par Paris, et de Strasbourg et Basle à Nantes. Ce projet s’inspirait des réflexions du saint-simonien Henri Fournel préconisant un réseau en croix du Havre à Marseille et de Nantes à Strasbourg.
La même année, un groupe d’ingénieurs publie un ouvrage phare en matière de travaux publics. Cet ouvrage inspirera fortement le projet ferroviaire du Saint-simonien Michel Chevalier exposé dans son livre « Exposition du système de la Méditerranée » paru également en 1832.
L’administration des Ponts & Chaussées qui avait lancé un vaste plan de voies navigables ne pouvait pas refuser de s’intéresser à un moyen de transport en plein essor qui pouvait compléter opportunément les réseaux fluviaux et canalisés dont la construction est difficilement assurée par le Trésor.
C'est dans ce contexte qu'est né le projet d'un chemin de fer de Mulhouse à Thann opportunément repris à son compte par Nicolas Koechlin qui envisage, dès cette époque, une ligne de plus grande envergure. Ainsi, avant même l’attribution de la concession du Mulhouse-Thann (17 juillet 1837), Nicolas Koechlin sollicite, le 13 juillet 1837, les préfets du Haut-Rhin et du Bas-Rhin afin qu'ils autorisent les ingénieurs de l’État à étudier le projet d’un chemin de fer de Strasbourg à Bâle. 
Le 10 octobre, la société N. Koechlin & frères présente au gouvernement le projet pour être soumis aux enquêtes publiques.
Le 18 octobre, fort de l’étude des ingénieurs Bazaine et Chaperon, la société N. Kœchlin & frères sollicite la concession du chemin de fer à ses risques et périls.

## Avant-projet
L’avant-projet, accompagné d’un mémoire, donne les caractéristiques de la ligne (tracé, profil, ouvrages d’art, voie, matériel) longue de 140 km et dont le coût est estimé à 26 millions.
La ligne est justifiée par sa position sur les axes Marseille-Europe du Nord et Le Havre-Rhin. Elle assurera la prépondérance du transit par la vallée sur la rive gauche du Rhin, promouvra les produits alsaciens par l’abaissement du coût des matières premières importées, notamment la houille de la Sarre, et participera à la défense nationale par le transport plus aisé des armées. Elle permettra également de raffermir les liens entre Mulhouse, cité industrielle, et Bâle, place financière, toutes deux autrefois unies par des liens d’intérêt commun.
L'avant projet appelle les observations suivantes :
- la demande prévoit un parcours en territoire Suisse alors qu’aucune demande de concession n’est adressée au gouvernement de la Confédération. La ligne devra donc s’arrêter à la frontière lui ôtant ainsi son caractère international.
- Le tracé entre Mulhouse et Bâle n’est pas définitif alors qu’il ne se présente pas d’obstacle majeur sur ce parcours.
- à Strasbourg, la ligne débute près de la porte de l’Hôpital, sans préciser si la gare est située hors des fortifications ou en-dedans.
- le coût estimatif a été fixé en tenant compte d’une certaine valeur des terrains alors que la loi relative à l’expropriation en matière de travaux publics laisse libre le jury de déterminer le montant des indemnités.
- les capitaux nécessaires seront apportés par le concessionnaire sans qu’il soit envisagé la constitution d’une société par actions.
- la ligne passant à l’ouest de l’Ill pour desservir les centres urbains oblige à construire de nombreux ouvrages d’art pour franchir les affluents de la rivière qui quasiment tous viennent de sa rive gauche. Circonstance qui n’est pas sans conséquence sur le coût de construction.
- la ligne est avant tout une « affaire » mulhousienne, dont les industriels se plaignent de l’insuffisance des moyens de transport tant pour importer la houille du bassin de Sarrebruck et le coton débarqué à Marseille que pour exporter les textiles et autres produits manufacturiers[10].

L’avant-projet respecte les principes des Ponts & Chaussée pour la construction des lignes de chemin de fer mais laisse des marges de manœuvre aux concessionnaires pour s’en affranchir le cas échéant.

## Démarches administratives

### Commissions d’enquête

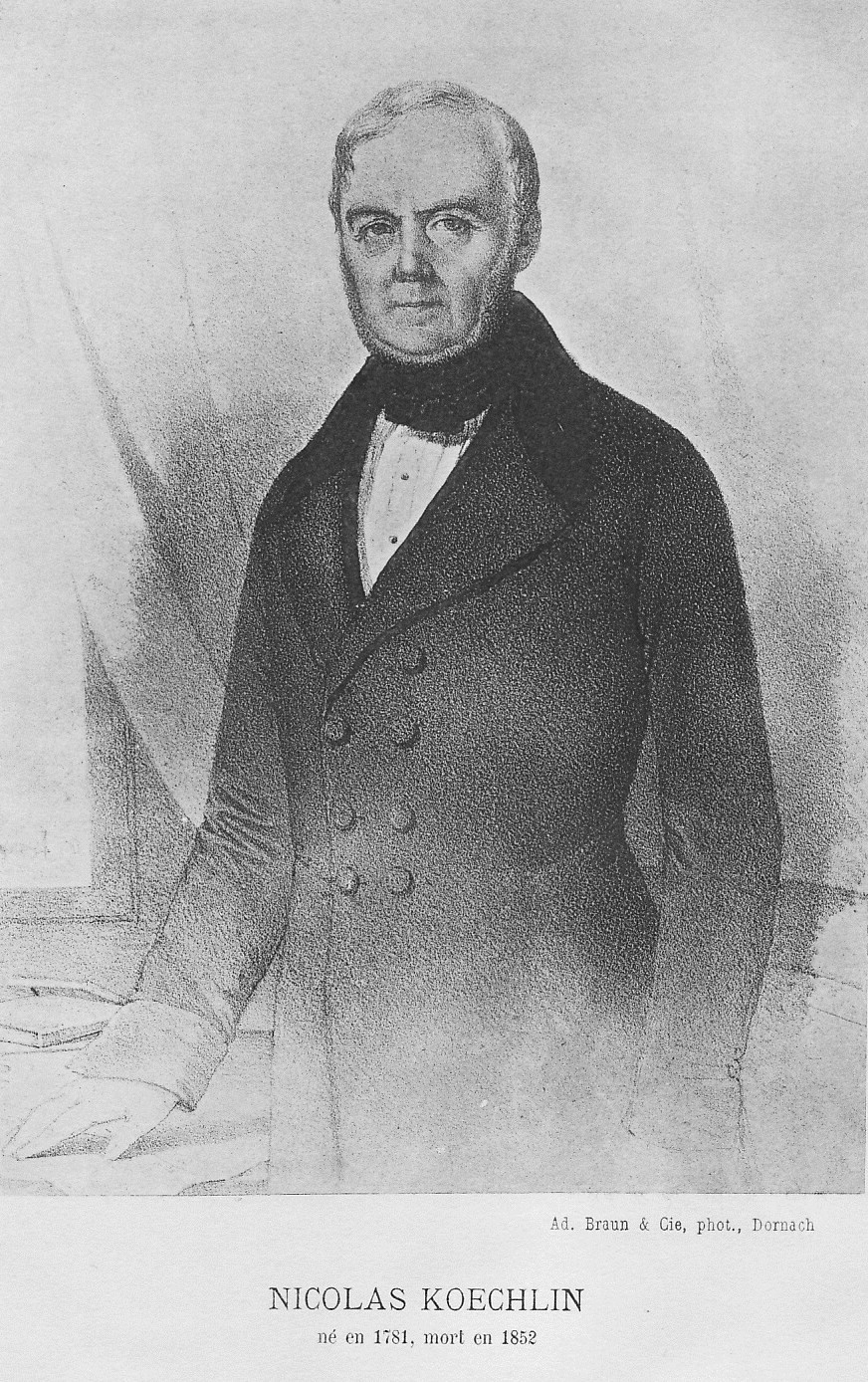
Nicolas Koechlin (1781 – 1852)

Devant les commissions d’enquête, le projet de N. Koechlin était examiné concurremment à celui présenté par Émile Koechlin (neveu de N. Kœchlin), Benoît Fourneyron et John Cockerill qui n’avait cependant pas fait l’objet d’une transmission au gouvernement. Ce projet concurrent se compose d’un canal usinier, débutant à Bâle et comportant plusieurs chutes dont la force motrice au moyen de turbine serait mise à disposition des industriels et de l’agriculture (irrigation) tout le long entre Mulhouse et Strasbourg, ainsi que d’un chemin de fer à double voie installé sur la rive gauche du canal. Pour la traction du chemin de fer, le projet était discret précisant seulement qu’« au moyen de l’ensemble des combinaisons admises par MM Emile Koechlin et Fourneyron, la locomotion aura lieu par la force même de l’eau, sans vapeur et sans consommation de combustible.» La traction associait en fait machine à vapeur fixe (traction par câble) et locomotive à vapeur. Le tracé s’approchait plus près du piémont vosgien. Ce projet s’inscrivait dans une démarche privilégiant un débouché vers la mer du Nord (Anvers) alors que le projet Koechlin privilégiait un débouché au sud (Marseille).
Réunion des commissions d’enquête ; 
- à Colmar le 12 décembre 1837 ; après avoir entendu les doléances de chacune des villes concernées, la commission donne un avis favorable pour la concession à N. Koechlin, en particulier pour devancer le projet badois d’un chemin de fer de Mannheim à Bâle. À Altkirch, Fourneyron, John Cockerill et Emile Koechlin ont présenté leur projet concurremment à celui de N. Koechllin.
- à Strasbourg fin décembre 1837[15] ; la commission repousse le projet Fourneyron, John Cockerill et Emile Koechlin dont elle ne s’estime pas saisie. La commission approuve le tracé présenté par N. Koechlin dans son avant-projet tout en recommandant la pose d’une deuxième voie dès le début des travaux dont elle souhaite l'accélération de leur réalisation compte tenu du projet de chemin de fer badois. Elle manifeste également le vœu que ce chemin de fer soit le jalon d’un système plus vaste joignant Paris et Le Havre, ainsi que Sarrebruck, Rheinschantz (de) (devenu Ludwigshafen en 1865), Mannheim (de là, au chemin de fer belge-rhénan pour rejoindre Anvers) et, au sud, Lyon et Marseille[16].

Les milieux agricoles sont opposés au chemin de fer car ils craignent un morcellement des terres et la ruine des petits métiers liés à cette activité (charronnerie, maréchalerie, roulage). Mais ils voyaient plus d’avantages au projet Fourneyron-Cockerill qu’à celui de Nicolas Koechlin. Au contraire les représentants du commerce et de l’industrie voient dans le chemin de fer un moyen de faire prospérer leurs affaires. Toutefois il y avait à craindre la concurrence de la voie fluviale et du canal Rhin-Rhône.
La commission d’enquête du Bas-Rhin regrette la politique ferroviaire du gouvernement par l’attribution de tronçons, fussent-ils de plus de 100 km, qui ne menait à rien ; d’où la nécessité de relier cette ligne au plus vite avec d’autres afin de créer un réseau interconnecté.

### Génie militaire
En vertu de l’ordonnance royale du 18 septembre 1816, une commission mixte Génie militaire et Ponts & Chaussées doit être consultée pour les travaux publics dans les zones frontières ou autour des places fortifiées.
La commission mixte pour le Haut-Rhin donne son avis en novembre 1837 et, sous réserve de quelques modifications mineures, approuve le tracé de N. Koechlin. 
La commission de Strasbourg ne semble pas avoir été consultée sans doute dans l’incertitude d’autres projets comme Strasbourg-Sarrebruck ou Strasbourg-Mannheim qui viendraient franchir les fortifications de la ville en des points différents de celui du Strasbourg-Bâle.

### Conseil général des ponts et chaussées
Le conseil rejette tout d’abord en octobre 1837 le projet d’un Mulhouse-Bâle présenté en août par Huguenot, Loste et Cie, décidé à ne pas morceler la ligne Strasbourg-Bâle.
Il approuve, en contrepartie d’un abaissement des tarifs, l’avant-projet et ne s’oppose pas à l’attribution directe de la concession sous réserve d'une durée inférieure à 99 ans.
La réduction des tarifs est de nature à compromettre l’équilibre financier du projet. Cependant, bien que N. Koechlin n’y soit pas favorable, il ne s’y oppose pas.

### Cahier des charges
Le projet de cahier des charges est approuvé par N. Koechlin le 27 janvier 1838. Il innove par :
- une durée de la concession ramenée à 70 ans contre 99 ans dans l’avant-projet.
- des tarifs inférieurs à ceux présentés dans l’avant-projet.
- un chemin de fer à double voie.
- un cautionnement de 2 millions de francs revenant à l’État si les travaux ne débutent pas dans un délai d’un an ; leur fin est fixée dans un délai de six ans à compter de la promulgation de la loi de concession.
- la possibilité de reverser aux usagers, sous forme de ristourne au tarif, une part des bénéfices de l’entreprise[22]. Disposition qui ne sera pas reprise par la suite dans le cahier des charges des autres concessions car nuisant à l’avenir financier des sociétés concessionnaires dont la prospérité serait limitée.
- la faculté de rachat par l’État pour satisfaire les opposants à la concession directe.

Ces contraintes sont le reflet de la méfiance du gouvernement et de l’administration à accorder des concessions à des particuliers.

### Débats parlementaires
Le projet de loi est déposé à la Chambre des députés le 27 janvier 1838 pour une concession directe à N. Koechlin de la ligne Strasbourg-Bâle d’une durée de 70 ans.
L’exposé des motifs rappelle les négociations avec le duché de Bade pour une ligne Strasbourg-Rheinschantz, face à Mannheim sur la rive gauche du Rhin, et la décision du gouvernement bavarois d’établir une ligne Darmstadt à la frontière française par Mannheim. L’objectif est de conserver à la rive gauche du Rhin le transit nord-sud. Le projet de loi est adopté par la Chambre en février 1838,.

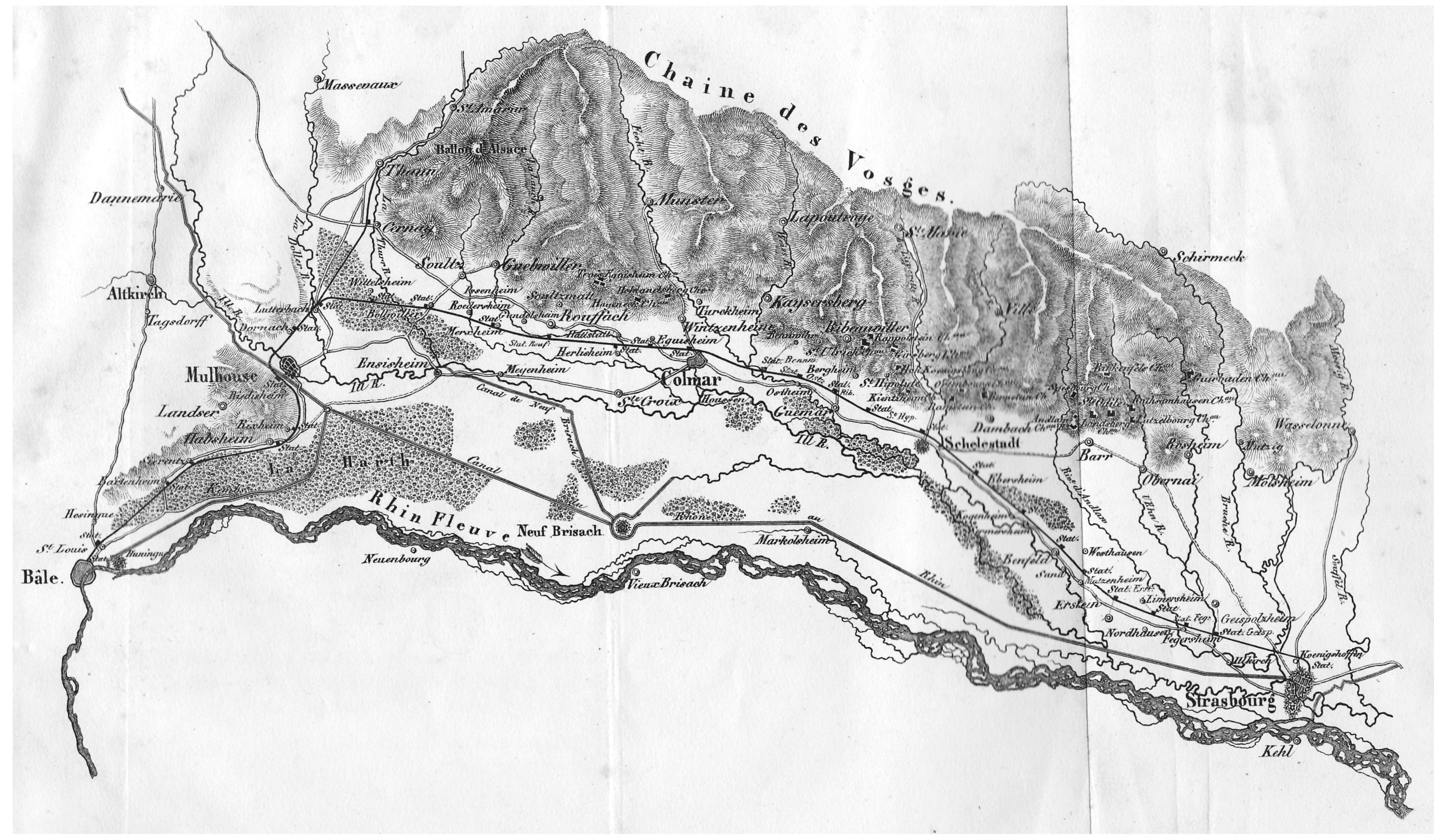
Carte de la ligne

La Chambre des pairs est saisie le 7 février 1838. Le débat porte sur le coût estimatif sous-évalué et sur la réalité de l’existence d’un courant de transit dans la mesure où la ligne ne pénètre ni à Strasbourg ni en Suisse. Le projet de loi est adopté sous réserve d’un amendement prévoyant la constitution d’une société anonyme avant l’émission d’action ; les sociétés en commandite formées jusqu’alors étaient source d’abus et les parlementaires se rappelaient de l’extrême inégalité de la répartition du capital de la société en commandite du Mulhouse-Thann. Cette modification oblige à un retour à la Chambre des députés.
La Chambre des députés vote cette modification et ajoute l’obligation du concessionnaire de déposer une caution de 1 million de francs qui sera acquise à l’État s’il n’exécute pas le prolongement de Strasbourg à Lauterbourg (frontière avec le duché de Bade) de la ligne Strasbourg-Rheinschantz,.
La loi définitive accompagnée du cahier des charges est promulguée le 6 mars 1838.

## Travaux

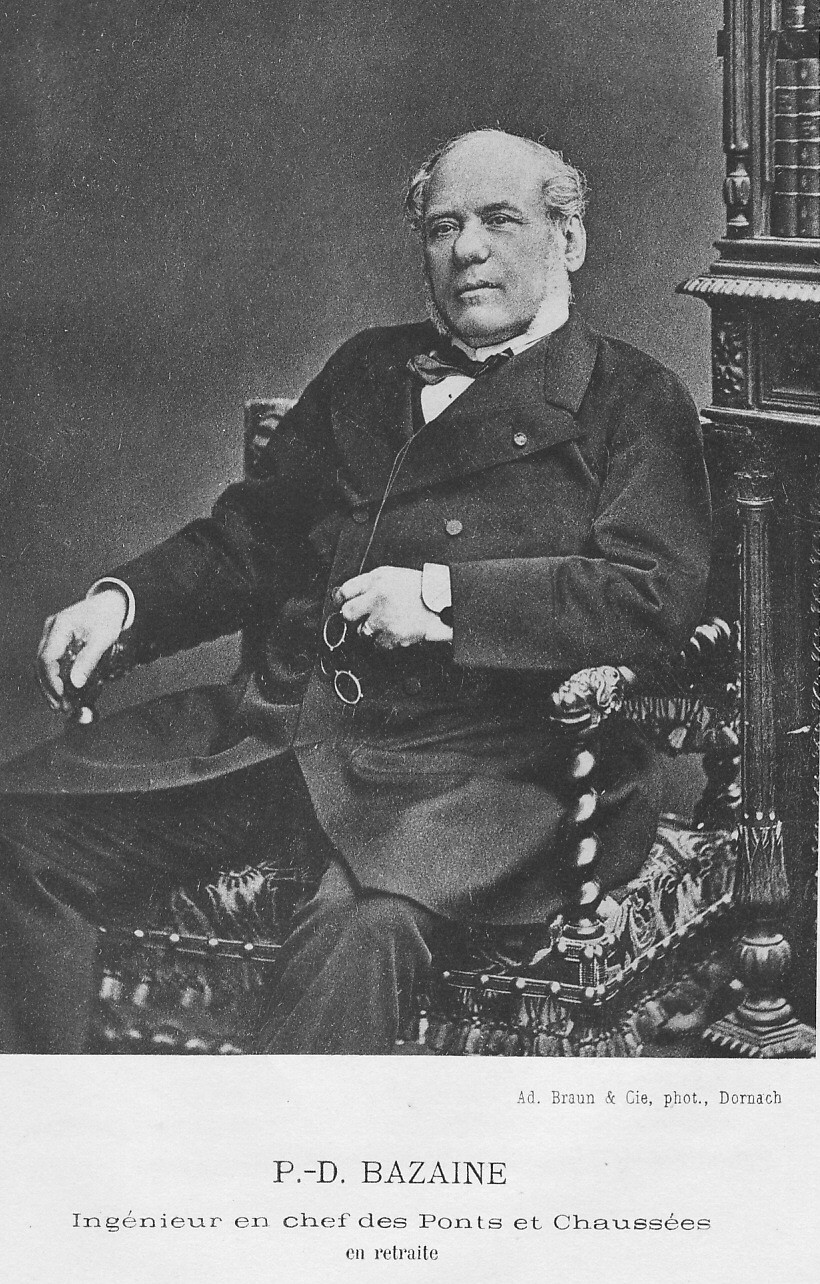
Pierre-Dominique Bazaine (1809-1893)

La construction de la ligne est confiée à forfait à la société N. Koechlin & frères.
La direction de travaux est confiée aux ingénieurs Bazaine et Chaperon.

### Acquisition des terrains
Tous les terrains ne peuvent être acquis à l’amiable. Des jurys d’expropriation se tiennent entre fin 1839 et l’été 1840.
À Sélestat, le jury va jusqu’à allouer des indemnités plus fortes que celles demandées par les propriétaires. Le préfet du Bas-Rhin alerte son administration de la nécessité de réformer la loi de 1833 sur les expropriations qui sera modifiée par la loi du 3 mai 1841. N. Koechlin se pourvoit en cassation contre les décisions du jury mais pour ne pas retarder les travaux, il verse les indemnités allouées sous réserve que la situation soit revue. La Cour de cassation casse les décisions du jury et renvoie les affaires devant un autre jury. Devant le second jury à Sélestat (octobre 1840), les propriétaires s’en tiennent à leur demande initiale de 1839 et les indemnités allouées sont en définitive plus élevées que l’année précédente. Les concessionnaires se pourvoient à nouveau en cassation mais ils sont déboutés ; les indemnités mises en réserve sont acquises aux propriétaires et les concessionnaires devront même s’acquitter d’indemnités plus élevées. À Colmar, un jury se réunit entre avril et août 1840, sans poser de difficultés particulières.
Estimée à 3,4 millions dans l’avant-projet, le montant pour l’acquisition des terrains a été dépassé de plus de 2 millions.

### Tracé et construction
De nombreuses tergiversations se font jour au sujet de l’emplacement de la gare de Strasbourg ; dans ou hors de l’enceinte fortifiée. Finalement, elle devra être implantée à l’intérieur de l’enceinte au lieu-dit le Marais Vert (1841). Le surcoût du franchissement des fortifications est à la charge de la ville. La station doit être commune au Paris-Strasbourg.

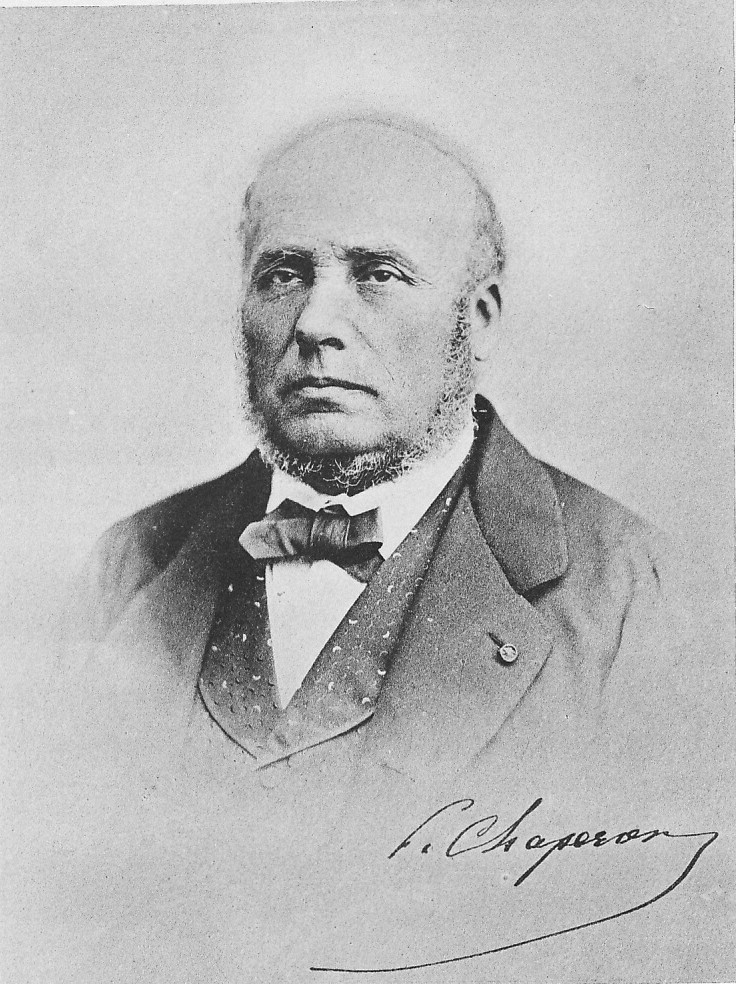
Chaperon (1808 – 1879)

De Koenigshoffen à Benfeld, le tracé correspond de très près à l’avant-projet. Les travaux ne rencontrent pas de difficulté.
De Benfeld à Colmar, sous réserve de la modification de l’emplacement de la gare de Colmar et d’amélioration dans la traversée des routes, le tracé initial est adopté par l’administration. Les travaux sont menés avec célérité et un premier convoi tiré par des chevaux parcourt la section le 2 août 1840 entre Sélestat et Benfeld. Le 27 septembre, un essai est effectué avec la locomotive « La Manchester ».
De Colmar à Lutterbach, où la ligne rejoint celle de Mulhouse à Thann, les travaux sont achevés en juillet 1841 et le 29 est organisé un voyage d’essai de Mulhouse à Strasbourg avec un train remorqué par la locomotive « Ville de Mulhouse ». Après une inspection avec un train remorqué par la locomotive « La Comète », la section est réceptionnée le 9 août 1841.
De Lutterbach à Saint-Louis le tracé s’arrête à 1 000 m de la frontière. Le tracé définitif reprend sans grande modification celui de l’avant-projet. Les travaux sont menés sans rencontrer de retard. Un premier essai a lieu le 15 octobre 1840 jusqu’à Saint-Louis, avec la locomotive « Ville de Mulhouse ». L’inauguration eut lieu le 25 octobre avec un convoi remorqué par la locomotive « Ville de Bâle » jusqu’à Saint-Louis où les invités, à l’initiative de N. Koechlin, prennent des omnibus à chevaux pour rejoindre Bâle et poursuivre les festivités.
La totalité des 134 km de Koenigshoffen à Saint-Louis a été construite et mise en exploitation un peu plus de trois ans après la promulgation de la loi du 6 mars 1838 qui avait fixé un délai de six ans.
| (source : Bazaine)      | Date projet définitif et plan parcellaire | Date approbation par l’administration | Date réception        | Date ouverture au public |
| ----------------------- | ----------------------------------------- | ------------------------------------- | --------------------- | ------------------------ |
| Koenigshoffen à Benfeld | Mars 1839                                 | Septembre 1839                        | 19 avril 1841         | 1er mai 1841             |
| Benfeld à Colmar        | Septembre 1838                            | Janvier et mars 1839                  | 16 et 17 octobre 1840 | 19 octobre 1840          |
| Colmar à Mulhouse       | Avril 1839                                | Septembre 1839                        | 9 août 1841           | 15 août 1841             |
| Mulhouse à saint-Louis  | Septembre 1839                            | Mars 1839                             | 20 octobre 1840       | 26 octobre 1840          |

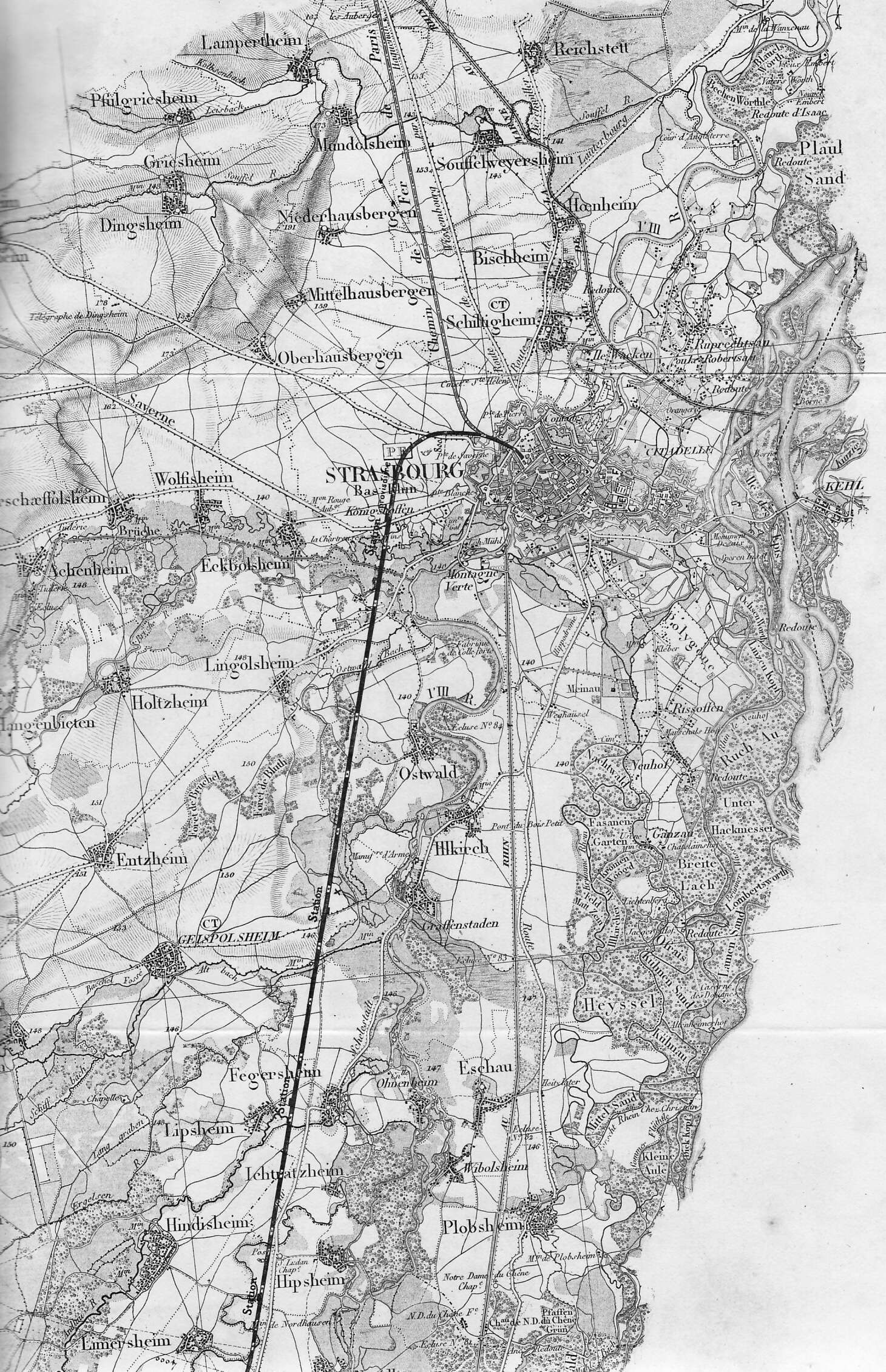
Détail du plan de la ligne à Strasbourg

Le service aux voyageurs sur toute la longueur du chemin de fer de Strasbourg (Koenigshoffen) à Bâle (Saint-Louis) (134 km) débute le 22 août 1841.

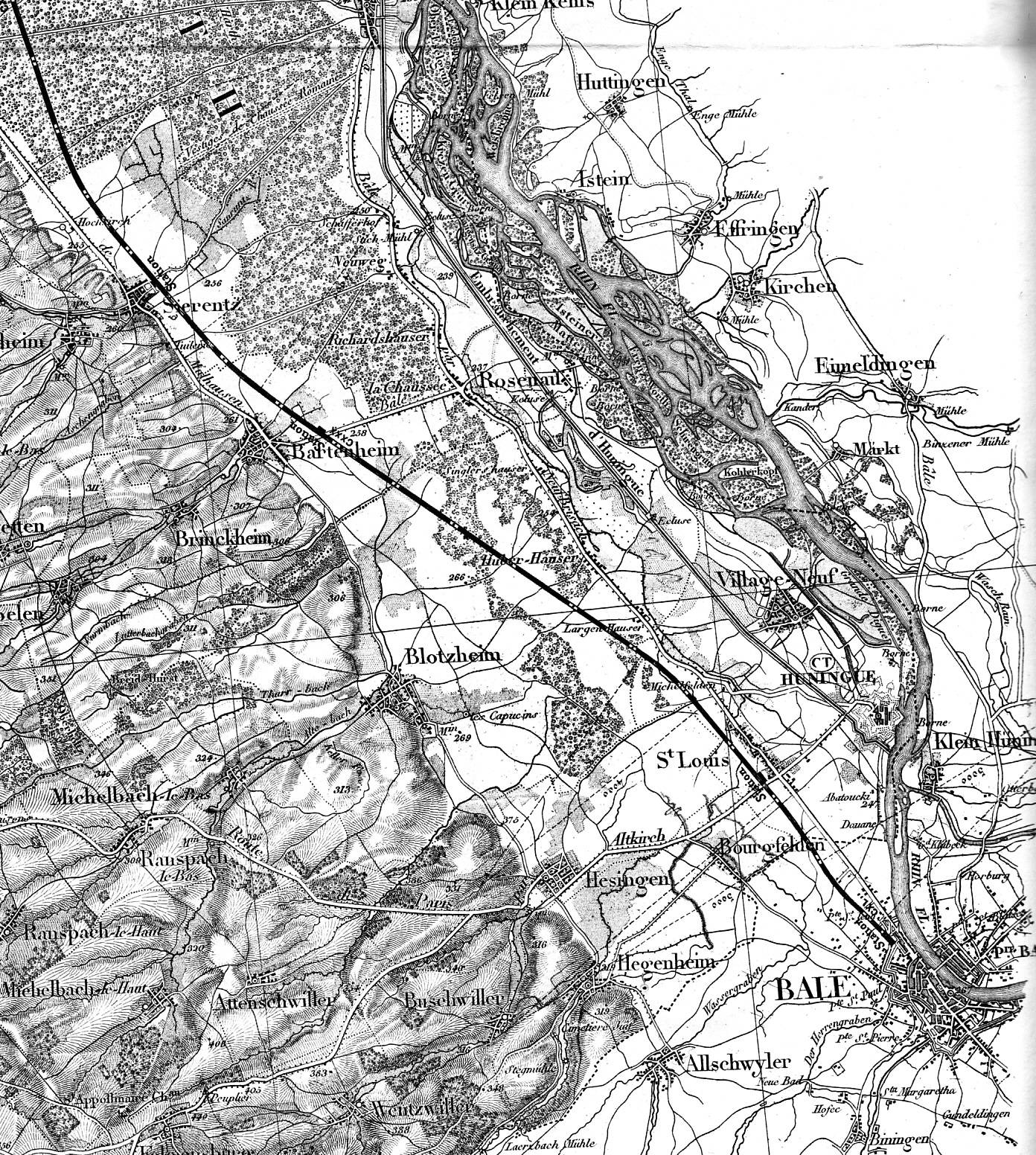
Détail du plan de la ligne à Bâle

Au début de juin 1840, Stehelin & Huber se propose de construire le prolongement de Saint-Louis à Bâle. N. Koechlin fait de même le 11 juin. Après plusieurs mois de débats, les autorités de Bâle décident d’implanter la gare à l’intérieur de la ville et de concéder la section Saint-Louis – Bâle à Stehelin & Huber, mais faute d’avoir commencé les travaux dans le délai imparti ces derniers sont déchus de leur concession. En juillet 1843, N. Koechlin accepte de construire à forfait le tronçon Saint-Louis - Bâle. Un cahier des charges est signé le 9 juin 1843 pour cette dernière section. Dans l’histoire des chemins de fer français, c’est le premier texte relatif au trafic international et prévoyant l’implantation d’une douane française en territoire étranger, en l’espèce à Bâle. Le 12 juin le Grand conseil du canton de Bâle-ville signe avec la compagnie la convention pour la construction de la section. Le tracé est établi en janvier 1844, la construction débute aussitôt après et la section est ouverte le 15 juin. Toutefois la ligne s’arrête aux portes de la ville. Il faut attendre décembre 1845 pour que le chemin de fer pénètre enfin dans Bâle jusqu’à la gare terminus (Bâle Saint-Jean).
Pour la gare de Strasbourg rien ne se décide vraiment sur les moyens de franchir les fortifications ni sur l’étendue de la gare et, dans l’attente d’une décision, la ligne est prolongée d’une courte section de Koenigshoffen aux fortifications de la ville en 1844. Le projet de configuration de la gare est finalement adopté en septembre 1845 et le 11 juillet 1846 les trains peuvent enfin arriver à l’intérieur de l’enceinte de Strasbourg.

### Coût
Par rapport au projet initial, afin d’éviter les crues des rivières traversées, la ligne a été construite en grande partie en remblai qui représente un surplus d’emprunt de terres (non compensé par des déblais) et des travaux de terrassement complémentaires augmentant d’autant le coût de construction de la ligne.

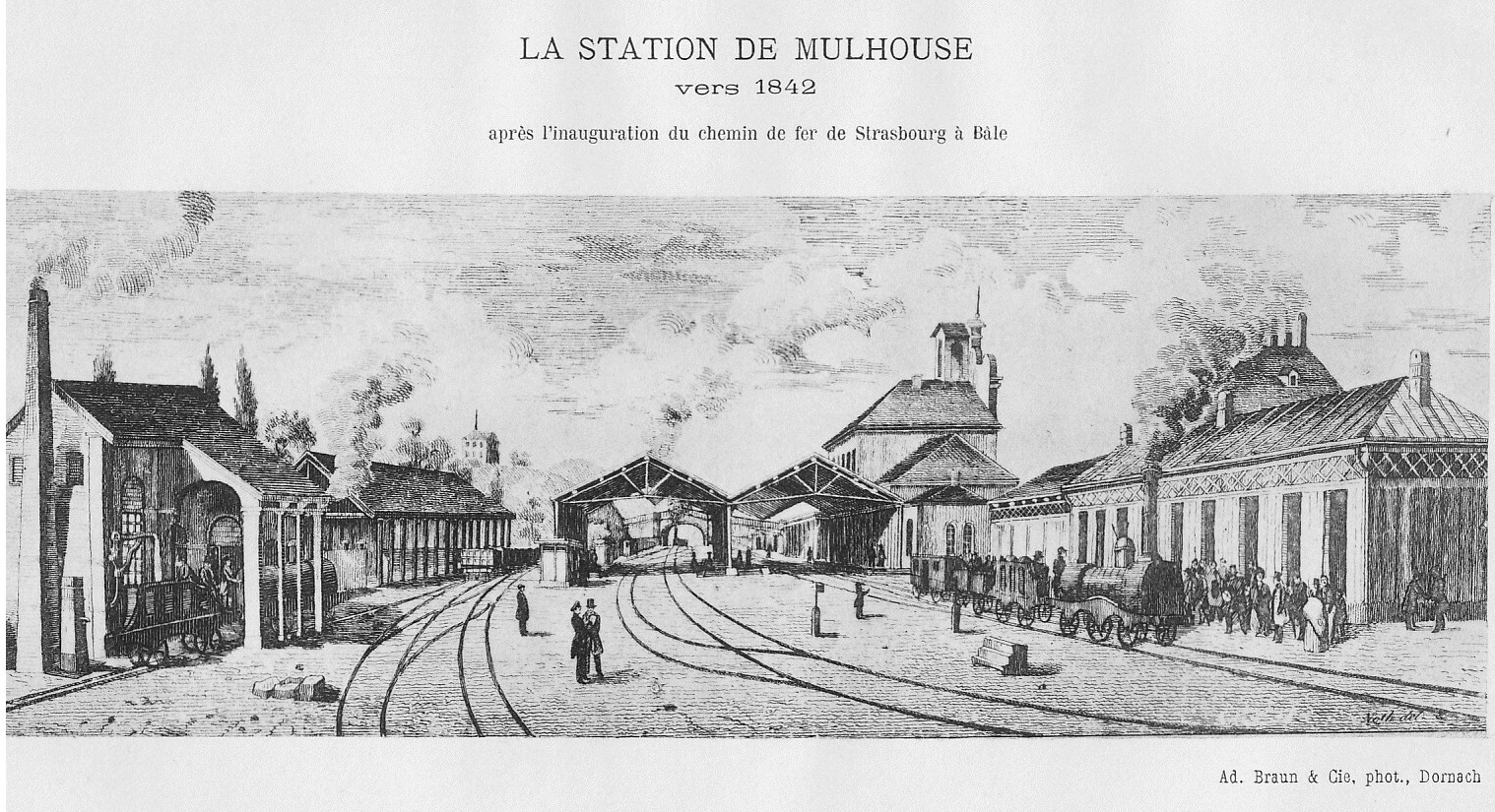
La gare de Mulhouse vers 1842

Le cubage des terrassements représente 2,5 millions de m3, pour un coût moyen de 1,40 F/m3, soit 3,5 millions de franc au total. La dépense pour les ouvrages d’art s’est élevée à 1,4 million de franc.
À raison d’un coût moyen de 40,60 F./m courant de simple voie, de frais d’entretien pendant un an et de frais divers (passage à niveau, plaque tournante, aiguillages), et non comptée la dépense pour l’arrivée du chemin de fer dans Strasbourg et à Bâle-ville, l’établissement de la voie a coûté près de 14 millions de Francs.
La ligne dessert 30 stations dont 28 intermédiaires (quatre de 1re classe Sélestat, Colmar, Mulhouse et Saint-Louis] pour un coût total de 1,7 million de francs, cinq de 2e classe Erstein, Benfeld, Ribeauvillé, Rouffach et Bollwiller], et dix-neuf de 3e classe pour un coût moyen de 22 000 F.). La gare de Strasbourg a coûté finalement, en 1849, à la compagnie 400 000 F. Le dessin des stations est dû à Félix Fries, architecte de la ville de Strasbourg.

## Inauguration
Au moment de son inauguration, la ligne Koenigshoffen – Saint-Louis (134 km) est la plus longue de France.

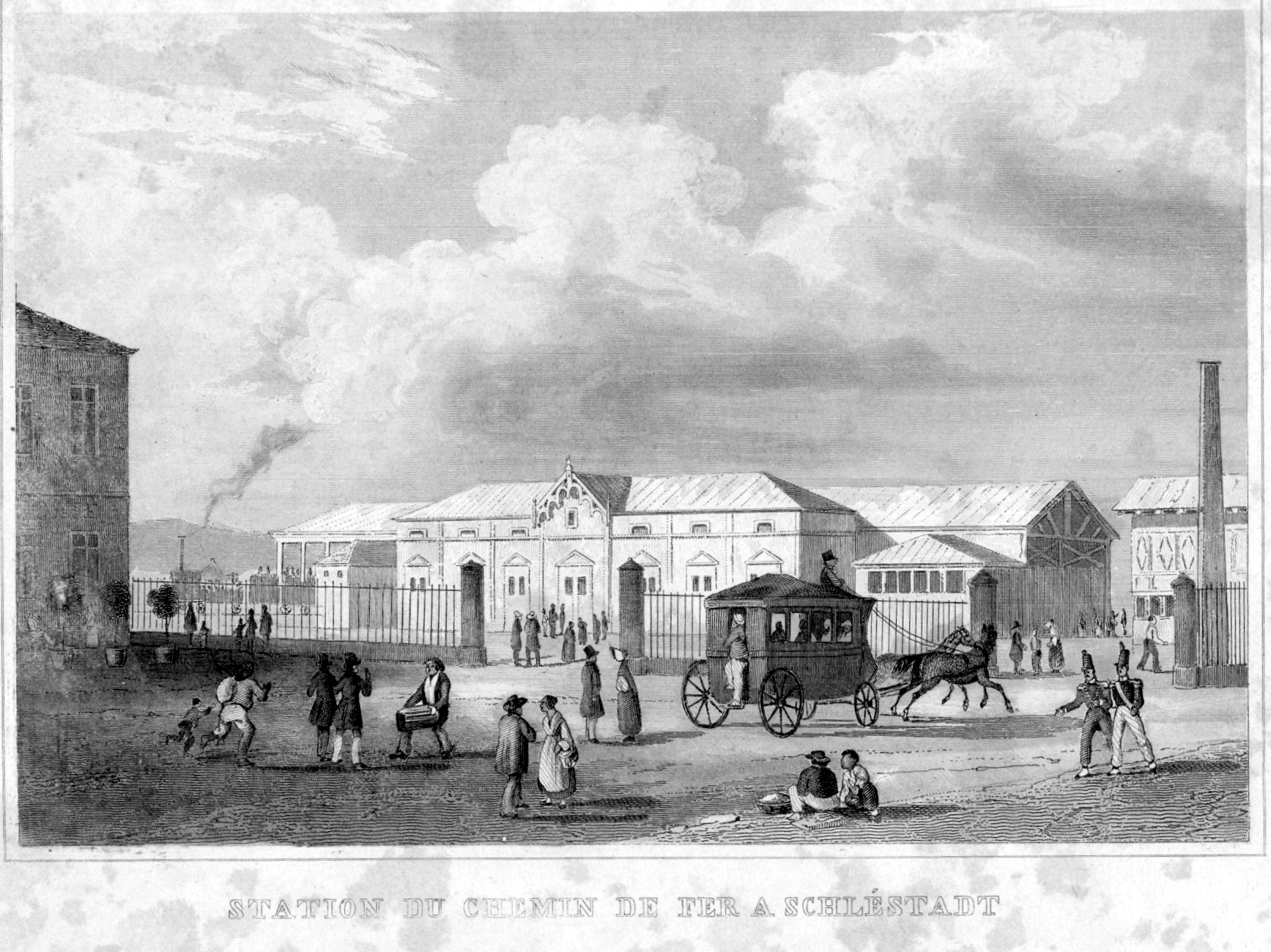
Gare de Sélestat

La ligne est inaugurée en présence du ministre des Travaux publics, Teste, à son retour d’une visite en Suisse pour examiner la possibilité de rendre le Rhône navigable entre Lyon et Genève. Arrivé à Bâle le 15 septembre 1841, le ministre est conduit le lendemain par le train de Saint-Louis à Mulhouse puis à Colmar dans la soirée. De cette ville, le ministre envoya son secrétaire à Strasbourg pour aller chercher des courriers et les lui ramener à Colmar. L’aller-retour se fit de nuit avec un convoi dirigé par Bazaine qui en outre, au retour, continua jusqu’à Mulhouse où il arriva peu après minuit, soit au total un voyage de cinq heures. Le ministre se rend à Strasbourg le 17 septembre. Le 19 septembre, un convoi officiel quitte Strasbourg avec le ministre, le préfet et les autorités locales pour Mulhouse puis Saint-Louis. Le convoi revient à Mulhouse où a lieu la bénédiction des locomotives et du chemin de fer par Mgr Raess, précédant un banquet. À l’issue du banquet, une médaille est remise aux convives. Le 20 septembre, le convoi officiel reprend la direction de Strasbourg où ont lieu de nouvelles festivités à l’Hôtel de ville.
La section Saint-Louis - Bâle est inaugurée le 11 décembre 1845. Elle justifie désormais la qualité de ligne internationale à la ligne Strasbourg-Bâle.
Compte tenu des tergiversations précitées, l’ouverture de la gare de Strasbourg en 1846 ne donne lieu à aucune cérémonie ni festivité d’inauguration.
En 1846 s’achève donc la construction de la totalité des 141 km de la ligne Strasbourg-Bâle concédée en 1838.

## Exploitation

### Voie

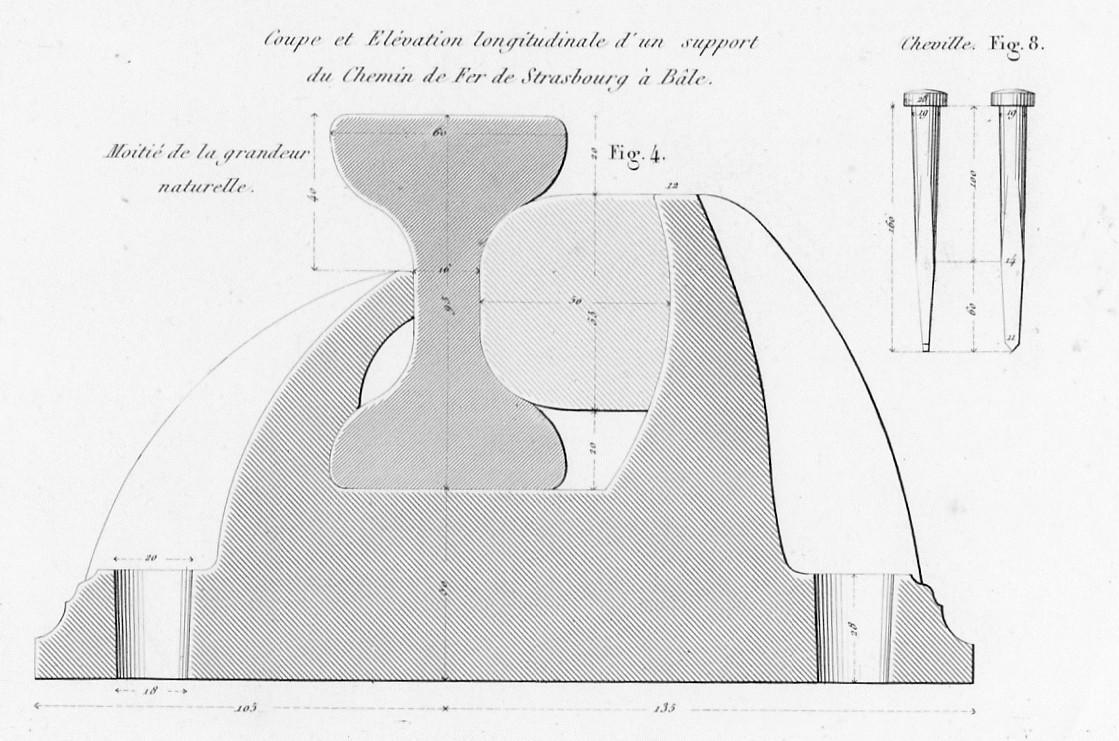
Coupe transversale d’un rail inséré dans un coussinet

Peu après l’ouverture au public débutent les travaux de la pose de la seconde voie dont une première section est terminée en octobre 1841 entre Ragenhein et Sélestat. En octobre 1842, il reste 8 km de la seconde voie à poser.
La double voie ballastée est équipée de rail long de 4,5 m en forme de double T d’un poids de 25 kg/m. Ils sont fixés sur les traverses en bois au moyen de coussinets en fonte. La main-d’œuvre employée sur le Mulhouse-Thann est réemployée sur le Strasbourg-Bâle.

### Matériel roulant
Au titre du marché à forfait, N. Koechlin & frères s’est engagé à fournir le matériel roulant, soit 16 locomotives, 26 voitures et 100 wagons. Par anticipation de la mise en exploitation, N. Koechlin & frères commande cinq nouvelles machines (à vrai dire quatre pour le Strasbourg-Bâle et une pour le Mulhouse-Thann, dont ils étaient également concessionnaire). Après l’ouverture des premières sections et sur la proposition de Bazaine et Chaperon, la Cie commande six nouvelles locomotives ; quatre à André Koechlin & Cie (AKC) et deux aux ateliers J.-J. Meyer qui a inventé un procédé de « détente variable » permettant des économies de combustible.
En 1841, le parc se compose de 18 locomotives, 11 diligences, 18 chars à bancs et 41 wagons. En 1842, le parc comprend 30 locomotives.
| no  | Nom          | Constructeur                    | Lieu         | Date de livraison  | Observation |
| --- | ------------ | ------------------------------- | ------------ | ------------------ | --- |
| I   | Napoléon     | André Koechlin & Cie            | Mulhouse     | 31 juillet 1839    | Première machine fabriquée par AKC. Machine remise en service pour le cinquantenaire des chemins de fer en Alsace en 1889. |
| II  | Mulhouse     | "                               | "            | 29 janvier 1840    | Machines rachetées par le PO en 1845. |
| III | Le Creusot   | Schneider & Cie                 | Le Creusot   | 15 octobre 1839    | |
| IV  | Thann        | Stehelin & Huber                | Bitschwiller | (6 septembre 1839) | Seizième machine fabriquée par Stehelin. Date livraison erronée car cette machine participa à l'inauguration du Mulhouse-Thann le 1er septembre 1839. À la suite de défauts de construction, machine retirée du service en 1849. |
| 1   | Manchester   | Sharp, Roberts & Cie Manchester | Le Creusot   | 1er décembre 1839  | Le nom d’origine est « Vénus ». |
| 2   | Albion       | "                               | "            | (")                | Date livraison erronée car cette machine participa à l'inauguration du Mulhouse-Thann le 1er septembre 1839. Le nom d’origine est « Juno ».                                                                                      |
| 3   | Liverpool    | "                               | "            | "                  | Le nom d’origine est « Minerva ». |
| 4   | L’Alsace     | André Koechlin & Cie            | Mulhouse     | 4 août 1840        | |
| 5   | Colmar       | "                               | "            | 16 septembre 1840  | |
| 6   | Bâle         | "                               | "            | 14 novembre 1840   | |
| 7   | Le Rhin      | "                               | "            | 26 septembre 1840  | |
| 8   | Strasbourg   | Stehelin & Huber                | Bitschwiller | 11 septembre 1839  | Transformée en 1849 pour le service marchandise sous le nom de « Hercule ». |
| 9   | Bitschwiller |                                 | "            | "                  | Transformée en 1849 pour le service marchandise sous le nom de « Atlas ». |
| 10  | La France    | André Koechlin & Cie            | Mulhouse     | 14 novembre 1840   | |
| 11  | Atalante     | "                               | "            | 21 décembre 1840   | |
| 12  | La Sylphide  | "                               | "            | 24 décembre 1840   | |
| 13  | Le Commerce  | "                               | "            | 13 février 1841    | |
| 14  | La Flèche    | "                               | "            | 2 mars 1841        | |
| 15  | L’Helvétie   | "                               | "            | 11 mai 1841        | |
| 16  | Le Progrès   | "                               | "            | 26 avril 1841      | |
| 17  | La Comète    | "                               | "            | 12 juin 1841       | |
| 18  | L’Eclair     | "                               | "            | 3 juillet 1841     | |
| 19  | Le Tonnerre  | "                               | "            | 21 août 1841       | |
| 20  | La Foudre    | "                               | "            | 19 septembre 1841  | |
| 21  | L’Ouragan    | "                               | "            | 19 décembre 1841   | |
| 22  | L’Alerte     | "                               | "            | 4 octobre 1841     | |
| 23  | Le Volcan    | "                               | "            | 13 décembre 1841   | |
| 24  | L’Espérance  | J.-J. Meyer                     | "            | 6 juin 1842        | |
| 25  | Succès       | "                               | "            | ?                  | |
| 26  |              |                                 |              |                    | |
| 27  | Le Veloce    | André Koechlin & Cie            | "            | 30 avril 1844      | Machines rachetées par le PO en 1845. |

Les trois locomotives anglaises et leur tender ont coûté de 37 000 à 41 000 F auxquels il faut ajouter le coût du transport, à savoir 12 000 F. Les machines françaises et leur tender ont coûté en moyenne 50 000 F.

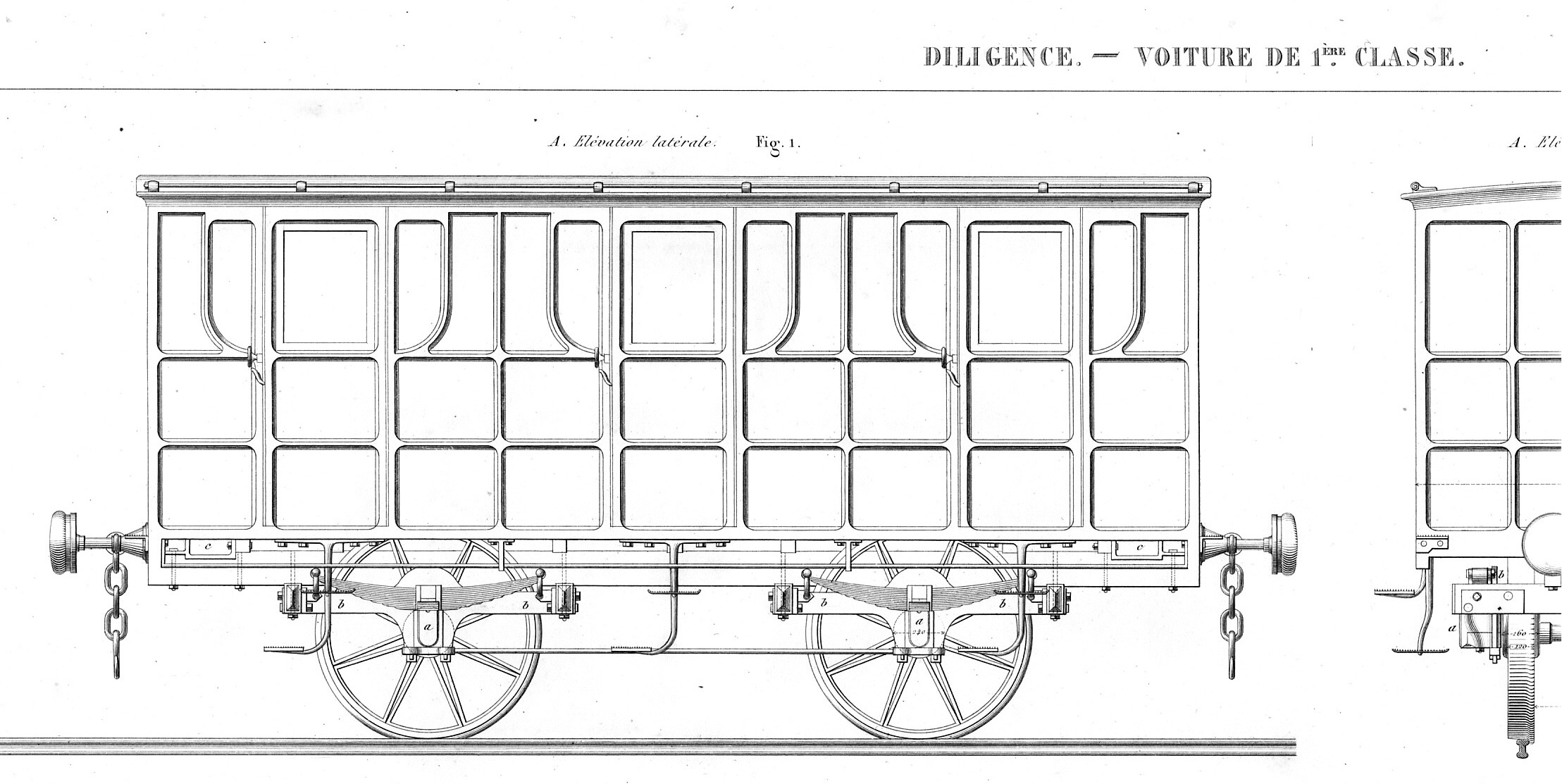
Coupe latérale d’une voiture de première classe (Diligence).

Outre les locomotives, le parc est constitué de 44 berlines et diligences, 27 chars à bancs, 45 voitures pour voyageurs et 223 wagons pour marchandises.
Pour le matériel voyageur, une diligence, des chars à bancs et des voitures sont commandés à des ateliers belges qui sont reproduits dans les ateliers André Koechlin & Cie. Le coût moyen d’une voiture à voyageur est de 6 500 F.
L’importance des commandes de matériels aux ateliers André Koechlin & Cie, dont N. Koechlin est actionnaire, rend compte des solidarités familiales mises en œuvre dans cette entreprise ferroviaire.
Les trains roulent à droite (ils se croisent par leur gauche) ; il s’agit de la reprise de l’usage sur les voies publiques en France.

### Sécurité et signalisation

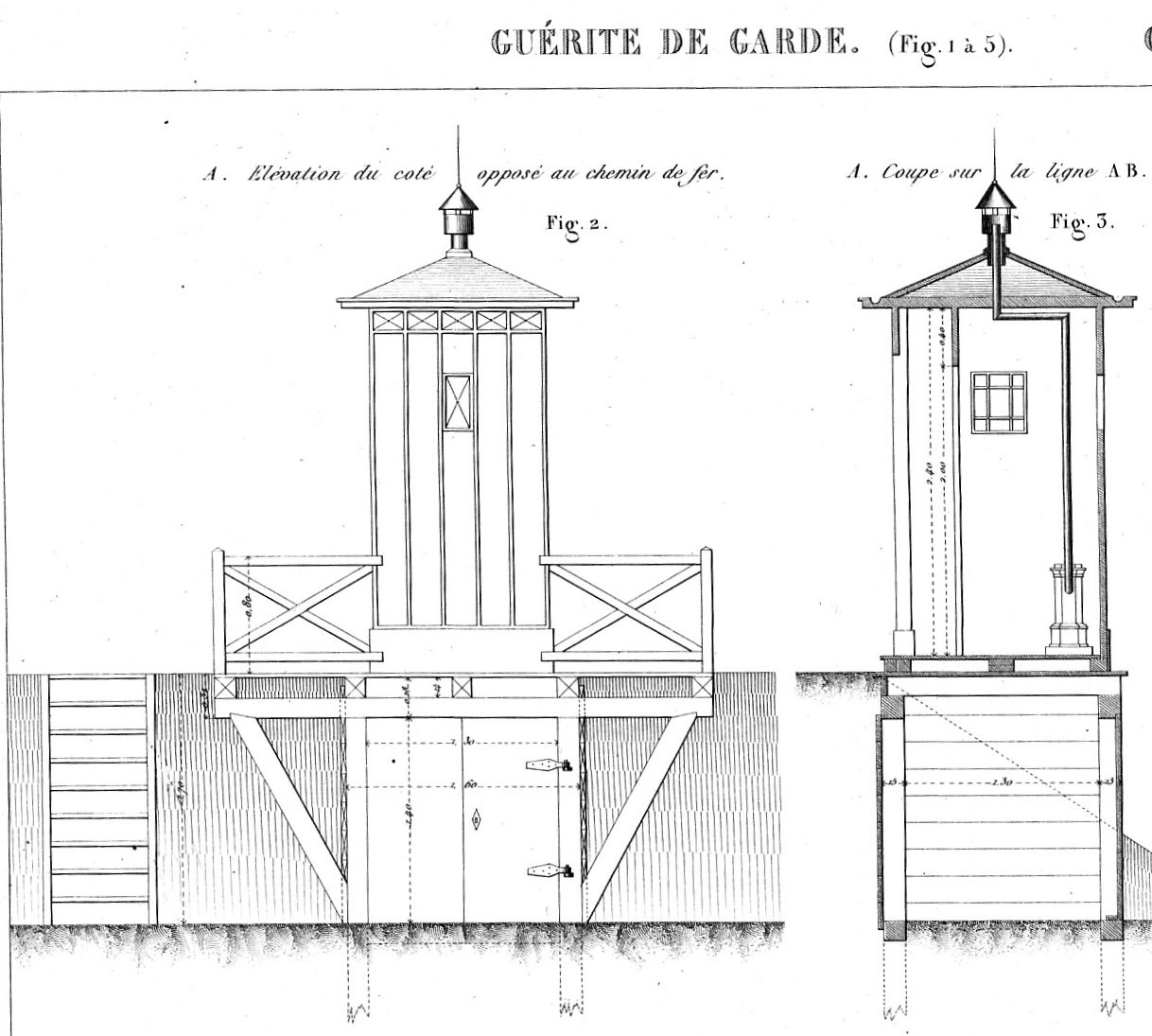
Coupes de la guérite d’un garde le long de la voie

La surveillance de la voie est assurée par des gardes qui vérifient la voie, ferment les barrières, ramassent le coke tombé sur la voie. L’approche d’un train est signalée de garde en garde par deux coups prolongés de cornet. Ils indiquent que la voie est libre par un mouvement des bras. La distance entre deux gardes est de 1 000 m. En cas de détresse, le garde agite un drapeau noir et jaune (ou une lanterne rouge la nuit) accompagnée de plusieurs coups de cornet. Pour les travaux d’entretien de la voie, se déplacent des ateliers ambulants qui utilisent un drapeau rouge et blanc placé au bord de la voie en signe de ralentissement ; si le rail doit être remplacé, le drapeau est fixé au milieu de la voie en signe d’arrêt. La signalisation fixe est rudimentaire, consistant en quelques mats à l’entrée des stations importantes sur lesquels on déplaçait des lanternes munies de feux de couleur différente sur chaque face.

### Personnel et service commercial
Les ingénieurs Bazaine et Chaperon dirigent l’exploitation jusqu’en avril 1842. Ils sont remplacés peu de temps après par Stucklé à qui succède Polonceau qui reste directeur jusqu’en 1847.

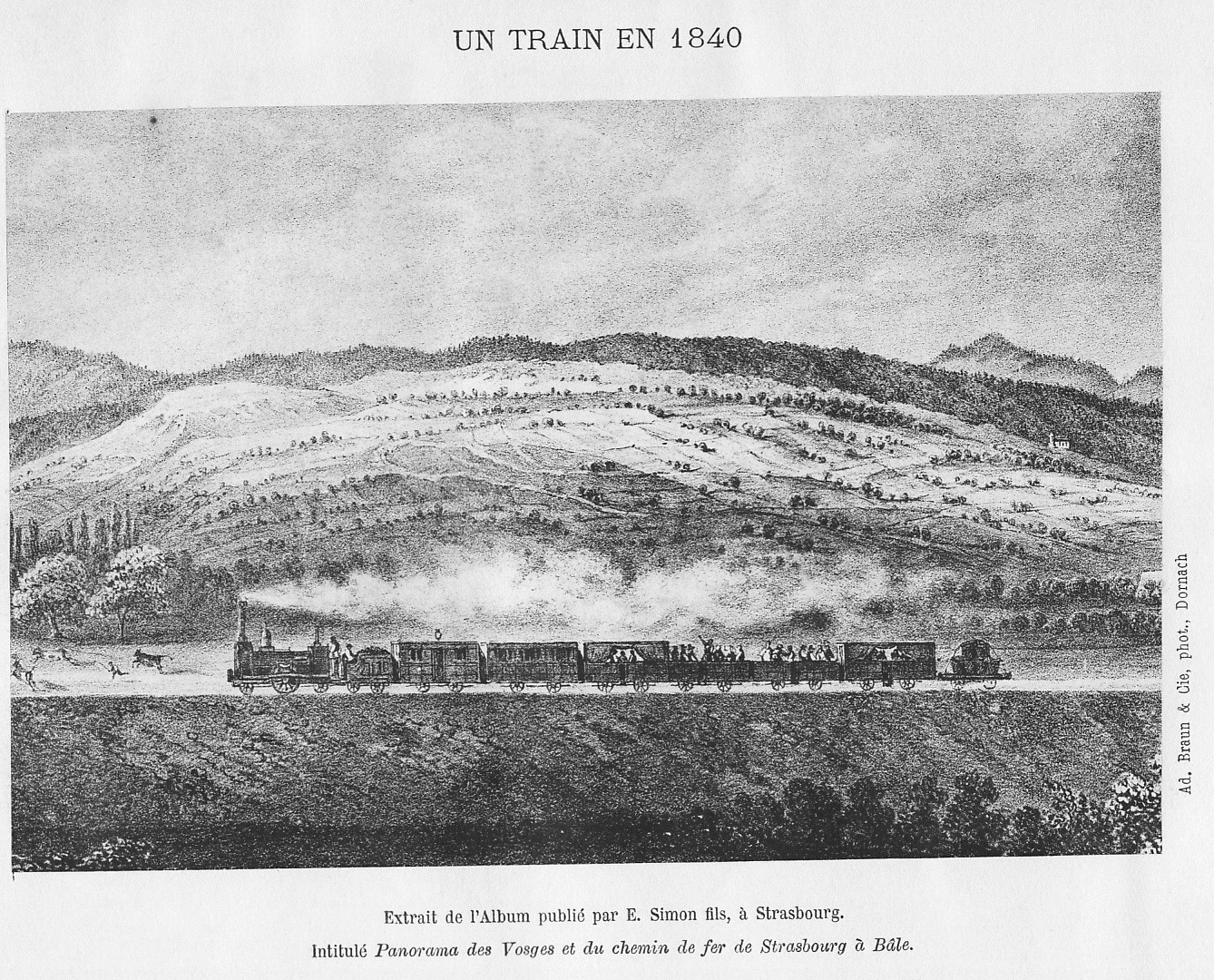
Représentation d’un train vers 1840

Dans les stations secondaires, le chef de station est également receveur. Dans les stations principales, des employés délivrent les billets. Compte tenu du nombre de stations desservies (30), des trois classes des voitures et des demi-tarifs pour chaque classe, chaque receveur devait disposer de 180 souches de billets différentes. Pour remédier à cet inconvénient, Bazaine installe en mars 1842 à la gare de Mulhouse un système de casier à billet identifié par un code couleur que le receveur complète, par un tampon, de la date du jour et du numéro du convoi.
Alors que deux classes de voyageurs étaient prévues au cahier des charges, une troisième classe (voiture découverte et suspendue) est introduite par l’ordonnance du 29 octobre 1840. Cette troisième classe découverte est supprimée par décret du 22 mars 1848 et remplacée par des voitures couvertes et fermées par des rideaux. On dénombre en moyenne la première année d’exploitation (du 15 août au 31 décembre 1841) 2 142 voyageurs par jour pour un parcours moyens de 33 km.
Pour faciliter leur voyage et attirer une nouvelle clientèle, la compagnie obtient de l’administration le passage affranchi de toute visite des douanes pour les bagages des voyageurs se rendant en chemin de fer de Bâle, ou au départ de n’importe quelle autre ville de Suisse, à Strasbourg pour emprunter les vapeurs naviguant sur le Rhin à destination de l’Europe du nord. Et vice-versa. En outre, le transport sur le chemin de fer des bagages de ces voyageurs est gratuit.

## Société concessionnaire

### Création

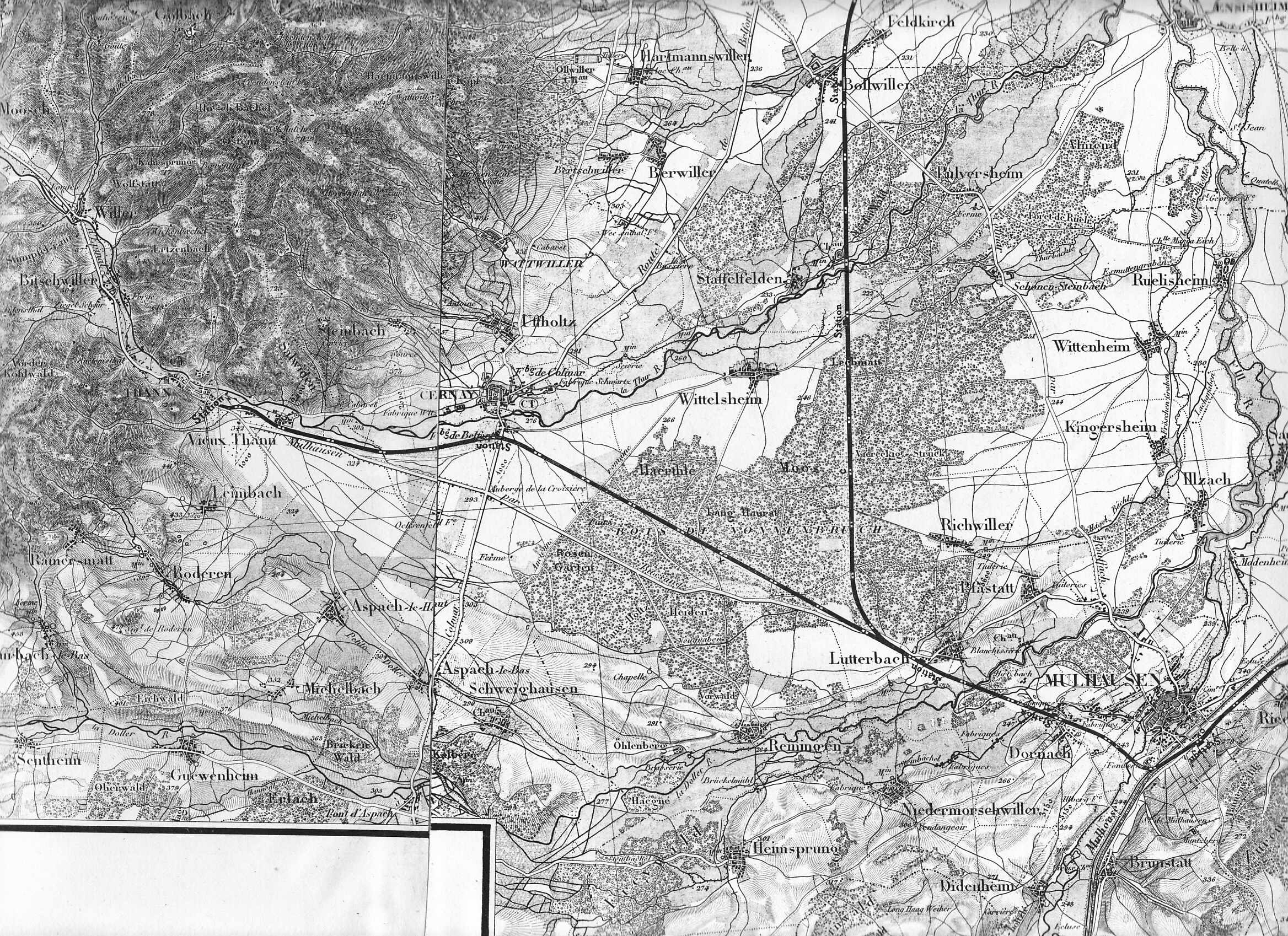
Détail du plan de la ligne à Mulhouse

La loi de concession de 6 mars 1838 oblige à la constitution d’une société anonyme qui est approuvée par ordonnance royale du 14 mai 1838 et dénommée Compagnie du chemin de fer de Strasbourg à Bâle. La société est formée d’un capital de 42 millions de francs divisé en 84 000 actions de 500 F. (40 millions pour la construction du chemin de fer, 1 million comme fonds de roulement, 1 million pour le paiement d’une subvention si le concessionnaire ne réalise pas la ligne Strasbourg-Lauterbourg). Le capital est partagé entre des industriels et financiers alsaciens, principalement mulhousiens, et des banquiers parisiens (Fould, Mallet, Javal) ainsi que des souscripteurs étrangers suisses et allemands.
La compagnie passe un contrat à forfait avec la société Nicolas Kœchlin & frères pour la construction de la ligne et son équipement pour en permettre l’exploitation. Cette délégation de maîtrise d’œuvre devait rassurer les souscripteurs des actions de la société en garantissant un niveau de dépense déterminé à l’avance et ainsi les prémunir contre des dépenses imprévues à l’instar des autres compagnies, construisant en régie, dont les devis initiaux se sont révélés largement sous-estimés au moment de la construction. Cette imprévision est à l’origine de la défiance des souscripteurs échaudés par les déboires des toutes premières compagnies. En l'espèce, dans le cadre d'un contrat à forfait, les frais supplémentaires seront à la charge du maître d’œuvre et non de la compagnie.
La direction de la compagnie est d’abord assurée par Edouard Koechlin, frère de Nicolas, qui meurt prématurément au début de 1841 et est remplacé par Nicolas Koechlin.

### Début difficile mais prometteur
Compte tenu des coûts supplémentaires imprévus (acquisition des terrains, travaux, matériel...), la compagnie sollicite l’aide de l’État en vue d’obtenir une garantie d’intérêt comme elle fut accordée à la Compagnie d’Orléans, la liberté des tarifs, l’augmentation de la durée de la concession. Cette sollicitation intervient dans un climat de discrédit des entreprises ferroviaires à la fin de l’année 1838. Bien que souscrites cinq fois, les souscripteurs des actions de la compagnie ne répondent pas aux appels des acomptes et le cours s’effondre à 350 F. en juin puis 285 F. en décembre 1839. En définitive, seules 24 800 actions sont souscrites obligeant, N. Koechlin et ses associés à conserver 34 000 actions pour en maintenir le cours en attendant de les revendre plus tard.
Le gouvernement ne jugea pas opportun d’accorder la garantie d’intérêt à cause de la nature du marché à forfait passé avec Nicolas Koechlin, préférant octroyer un prêt de 12 millions à la compagnie.
La demande de prêt de la compagnie est examinée par le parlement en juin 1840,,.
La loi est adoptée et promulguée le 15 juillet ; elle octroie à la compagnie un prêt de 12,6 millions (versé par 1/12e dès lors que les 18/40e des travaux seront réalisés) représentant les 30 % du capital social allégeant d’autant la contribution des actionnaires (la valeur de l’action au pair est donc désormais de 350 F). Les remboursements à l’État s’effectueront sur l’excédent du produit net après prélèvement de 4 % versé aux actionnaires. Le cahier des charges est aligné sur celui du Paris-Orléans avec notamment un allongement de la concession jusqu’à 99 ans et la suppression de la possibilité donnée au gouvernement réviser les tarifs.
Après les premiers versements du prêt au premier semestre 1841, la situation financière de la compagnie est satisfaisante d’autant que les actionnaires en retard ont répondu aux appels d’acompte et que le nouveau cahier des charges allège la compagnie de frais financiers. Au 1er septembre 1841, les constructeurs estiment qu’il reste 5,45 millions à dépenser.
Le 31 juillet, la compagnie prend à charge l’exploitation du Mulhouse-Thann en contrepartie du versement à la société concessionnaire de 60 % des recettes bruts après impôts.
Peu après l’inauguration, le 28 septembre, la compagnie demande le versement de nouveaux 1/12e au titre du prêt de 1840. Toutefois la situation financière n’est pas florissante ; le cours de l’action est tombé à 240 F.
Ce cours de l’action ne permet pas à N. Kœchlin de vendre ses 34 000 actions au risque d’un effondrement du cours alors qu’en réalisant rapidement les travaux il se trouve à devoir payer ses créanciers à très brèves échéances. Pour faire face à ses dépenses, il met en gage sa maison et ses propriétés. Les travaux de construction sont ralentis, au pire arrêtés.
Pour éviter la faillite, il sollicite le gouvernement pour l’octroi d’un prêt de 6 millions en contrepartie du gage de ses actions et une hypothèque sur tous ses biens. Le gouvernement refuse cette demande assimilée à un prêt personnel. Il s’accorde alors avec la compagnie pour que celle-ci sollicite un prêt d’un même montant en contrepartie de l’annulation d’un nombre égal d’action détenues par N. Koechlin. Mais s'il est approuvé en commission à la Chambre des députés, le projet de loi est rejeté en séance le 1er juin 1842. Cet échec affectera N. Koechlin.
Fort heureusement, les recettes d’exploitation de la ligne entre Koenigshoffen et Saint-Louis ouverte au public depuis septembre 1841 procure à la compagnie des moyens de venir en aide au constructeur pour lui permettre de terminer la construction du chemin de fer. La situation s’améliorant, N. Kœchlin peut vendre progressivement des actions sur le marché sans qu'il puisse pour autant rembourser la totalité de ses emprunts.
| (source : Lefevre)        | 1842      | 1843      | 1844      | 1845      | 1846      |
| ------------------------- | --------- | --------- | --------- | --------- | --------- |
| Recette voyageur          | 1 574 126 | 1 539 324 | 1 683 397 | 1 532 534 | 1 606 223 |
| Nombre voyageurs          |           |           |           | 703 300   | 763 393   |
| Recette marchandise       | 270 289   | 607 429   | 684 805   | 692 833   | 778 920   |
| Tonnage                   | 26 000    | 66 469    | 70 819    | 72 843    | 84 495    |
| Total                     | 1 844 415 | 2 146 753 | 2 368 202 | 2 225 367 | 2 385 143 |
| Produit brut kilométrique | 13 800    | 16 000    | 17 300    | 16 100    | 17 900    |

La première année, un dividende de 8,75 F par action de 500 F est versé.
En 1843, N. Kœchlin & frères en remettant le chemin de fer à la compagnie alors que toutes les opérations prescrites par le cahier des charges ne sont pas complètement achevées, estiment pouvoir conserver les droits et qualité de concessionnaire jusqu’au complet achèvement de la ligne. Mais la compagnie ne l’entend pas ainsi et porte le conflit en justice. Après expertise des prétentions des deux parties et des retards dus aux événements de 1848, les deux parties conviennent d’un accord en 1849 pour résoudre leur différend.
La situation financière de la compagnie s’améliorant, elle peut lancer en 1843 un emprunt de 3 millions de francs.
Les améliorations apportées par Polonceau au matériel de traction permet de faire des économies de coke ; le rendement des locomotives est multiplié par deux faisant réaliser à la compagnie une économie de près du quart de ses dépenses totales.
L’entrée du chemin de fer à Bâle et Strasbourg donne toute la mesure aux nombreuses correspondances offertes tant par la route que par la voie fluviale

### Espoir déçu
L’ambition originelle de raffermir les liens entre Mulhouse et Bâle ne s’est pas réalisée ; leur séparation à la fin du XVIIIe siècle a rendu leurs intérêts trop divergents pour que se recréent de nouvelles relations d’affaire.
La concurrence du canal Rhin-Rhône n’a pas disparu en raison des bas prix pratiqués qui conduisent la compagnie à abaisser davantage ses tarifs de transport. Dans ces conditions, les recettes voyageurs ne suffisent pas à faire face aux dépenses d’entretien et à la rémunération du capital.
| source : annuaires Chaix  | 1847      | 1848      | 1849      | 1850      | 1851      |
| ------------------------- | --------- | --------- | --------- | --------- | --------- |
| Recette voyageur          | 1 439 493 | 1 152 255 | 1 163 942 | 1 283 202 | 1 284 042 |
| ''Nombre voyageurs        | 739 305   | 631 160   | 608 825   | 684 272   | 674 170   |
| Recette marchandise       | 776 215   | 606 028   | 735 863   | 719 298   | 708 192   |
| tonnage                   |           |           | 99 500    |           | 110 774   |
| Total                     | 2 215 708 | 1 758 283 | 1 899 805 | 2 002 500 | 1 992 234 |
| Produit brut kilométrique | 17 900    | 13 900    | 15 300    | 16 400    | 16 400    |

Ainsi, tant que la ligne n’est pas connectée à d’autres voies ferrées qui pourraient lui apporter un trafic supplémentaire, la situation financière de la compagnie reste fragile.
Or au sud, la ligne vers Dijon se fera sans la compagnie Strasbourg-Bâle d’autant que le cahier des charges imposait avant tout le prolongement de la ligne au nord, vers Lauterbourg, pour rejoindre les chemins fer bavarois de la rive gauche en direction de Rheinschantz dans un délai de cinq ans à compter de l’achèvement des travaux entre Strasbourg et Bâle.

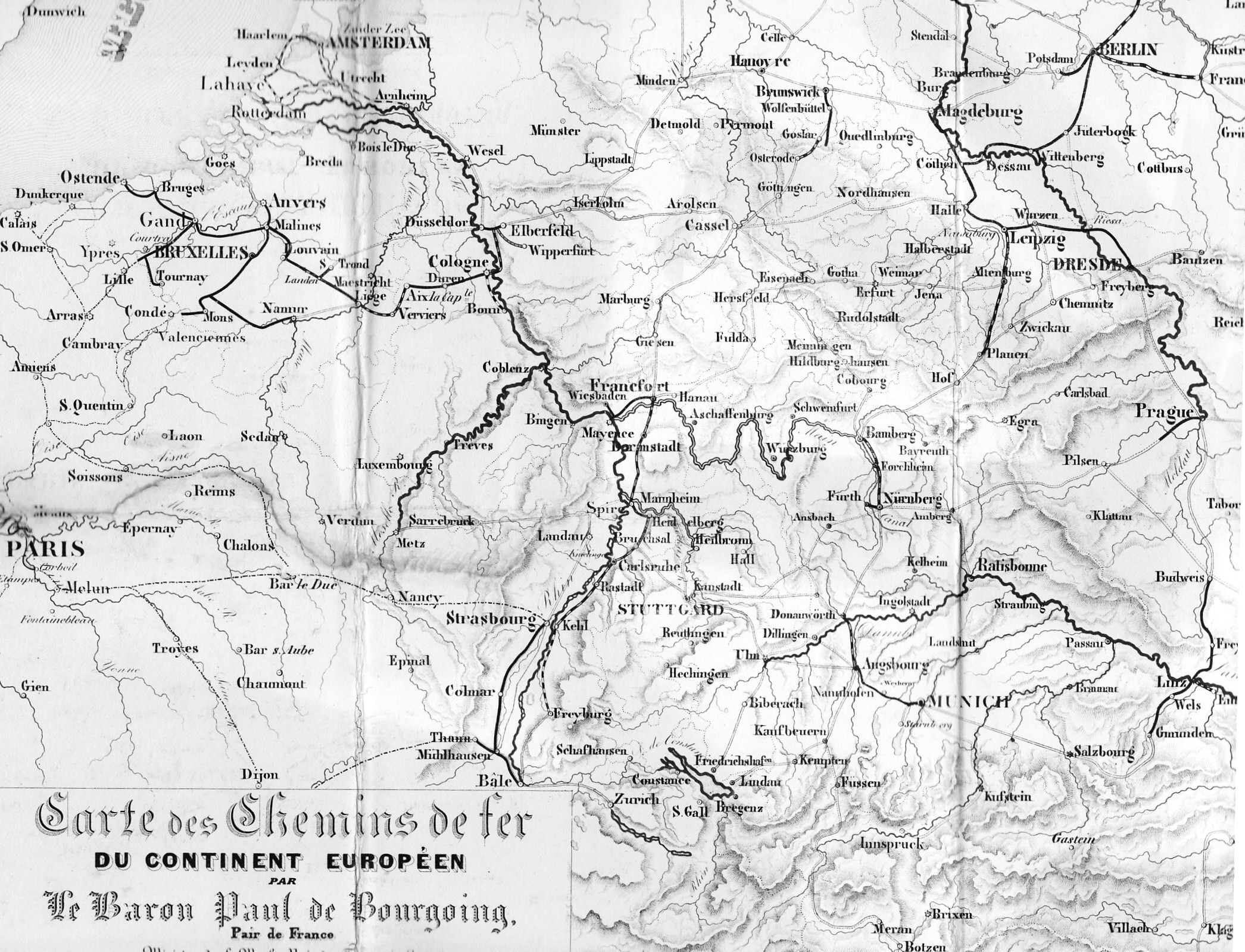
Carte des chemins de fer d’Europe en 1842

À cette fin, après des tergiversations quant au tracé passant, ou non, par Wissembourg, le Conseil général des Ponts & Chaussées retient, en octobre 1847, le principe d’une desserte par Vendenheim, Bischwiller, Haguenau, Soultz et Wissembourg. Une convention est signée en février 1848 avec l’État de Bavière qui s’engage à construire la ligne entre Spire (Speyer) et la frontière française. Les événements de février 1848 arrêtent sine die le projet Strasbourg-Wissembourg.
Malgré ces déboires, la compagnie parvient à maintenir ses résultats, notamment par une augmentation du trafic marchandise consécutivement à une politique tarifaire agressive face à celle du canal et des chemins de fer badois.
Fin 1848, le traité avec la Bavière est finalement ratifié ; la compagnie espérait l’horizon éclairci. Malheureusement, l’Assemblée nationale repousse en juillet 1849 le débat sur le projet de loi de ratification. L’un des motifs ressortissant à l’existence d’un chemin de fer sur la rive droite ! Pendant ce temps, la Prusse et la Bavière ouvrent, en août 1849 le chemin de fer Bexbach (en Prusse) (proche de Sarrebruck) à Spire, long de 103 km. La ligne Strasbourg-Lauterbourg doit permettre, en prolongement des chemins de fer allemands, d’acheminer en Alsace la houille de la Sarre (prussienne depuis 1815).
Parallèlement à ces atermoiements, la Compagnie du chemin de fer de Paris à Strasbourg ouvre progressivement par section sa ligne, et au début de 1850, la section Sarrebourg-Strasbourg était achevée. Cette section est provisoirement exploitée, à bail pour deux ans, par la compagnie du chemin de fer Strasbourg-Bâle, à compter du 29 mai 1851. Le bail cesse en réalité 12 août 1852.
Enfin, par décret du 25 février 1852, la compagnie Strasbourg-Bâle est autorisée à prolonger la ligne jusqu’à Wissembourg. Pour sa construction, la compagnie reçoit 3 millions de subvention de l’État et lance un emprunt de 12 millions sous forme de 24 000 obligations de 500 F. La ligne est ouverte à l’exploitation le 23 octobre 1855. Le coût de la ligne est de 1,6 million de francs pour une seule voie.
Mais cette réalisation arrive trop tard ; la Cie Paris-Strasbourg ouvre en 1852 la section Forbach-frontière allemande détournant vers elle le trafic venant d’Allemagne ; la même compagnie reçoit en 1853 la concession de la ligne Paris-Mulhouse.
La compagnie Strasbourg-Bâle est prise en tenaille au nord et au sud par la Cie Paris-Strasbourg qui pouvait ainsi lui imposer des tarifs désavantageux pour le transport à destination, ou en provenance, de Paris.					
Le nouveau régime qui se met en place au lendemain du coup d’État du 2 décembre, inaugure une nouvelle politique ferroviaire fondée sur la constitution de grands groupes séparés agissant chacun sur une zone géographique étendue. Dans ce cadre, la compagnie du Strasbourg-Bâle ne devait trouver son salut qu’en fusionnant avec la compagnie du Paris-Strasbourg qui, par fusion avec d’autres compagnies dans l’est de la France donnera naissance à la compagnie du chemin de fer de l’Est.
Les pourparlers débutent en juin 1853 pour aboutir au traité de fusion du 28 décembre ; quatre actions du Paris-Strasbourg sont échangées contre trois obligations Strasbourg-Bâle plus une prime de 10,50 F par action. Les actionnaires du Strasbourg-Bâle sont assurés d’un revenu fixe de 18,75 F avec amortissement et une prime de 30 % sur les obligations remises en échange. Autant de conditions qui rendent la fusion avantageuse pour les actionnaires du Strasbourg-Bâle.

## Épilogue
Conçue comme ligne de transit reliant deux centres commerciaux d’importance et bénéficiant de bonnes correspondances fluviales sur le Rhin, le chemin de fer Strasbourg-Bâle participe tant aux échanges nord-sud qu’au développement économique de toute l’Alsace.
Toutefois, l’absence de continuité vers Paris ou vers le sillon rhodanien, et donc les ruptures de charge entre la voie ferrée et la voie fluviale, ne permet pas à la compagnie de récolter les fruits de ses investissements. En outre les tergiversations quant au tracé vers Paris, déjà relié au Havre, et le retard pour rejoindre Dijon lui font perdre son intérêt originel au profit de la rive droite du Rhin qui peu à peu accaparera le transit nord-sud ultérieurement prolongé par la Suisse au fur et à mesure de l’équipement ferroviaire de ce pays et vers l’Italie.
« Ainsi la France, malgré une avance sensible grâce à la bourgeoisie protestante mulhousienne, perdra la bataille ferroviaire du Rhin supérieur ».
La fin de la compagnie marque également l’échec d’un capitalisme local dans les affaires de chemin de fer qui seront désormais réservées à la Haute banque parisienne. À compter de 1852 « …au lieu de groupements de capitalistes en partie locaux s’occupant isolément de voies [ferrées] déterminées, ce sont maintenant des syndicats de plus en plus puissants ayant leur siège et leurs moyens d’action à Paris, ce sont des Compagnies de plus en plus fortes qui vont, cherchant à grouper les lignes et à les organiser en grands faisceaux, prendre les cartes en mains et mener le jeu. ».
Le chemin de fer Strasbourg-Bâle est avant tout l’œuvre de Nicolas Koechlin qui, au-delà des critiques sur l’aspect spéculatif de sa motivation pour les affaires ferroviaires, a témoigné d’un engagement sans faille dans cette entreprise et d’un attachement à promouvoir sa région au rang de place incontournable dans le système ferroviaire européen.
Précédant les grandes compagnies qui marquèrent l'histoire ferroviaire en France, la Cie du Strasbourg-Bâle fut pionnière : « À proprement parler c'est le premier chemin de fer français en ce sens que c'est sur cette ligne que des conditions normales d'exploitation ont été réalisées. Les petits tronçons ouverts antérieurement, tels que le Paris-Saint Germain, sur lequel on a trop tendance à insister, gardent un caractère expérimental qui disparait ici ».

## Souvenir

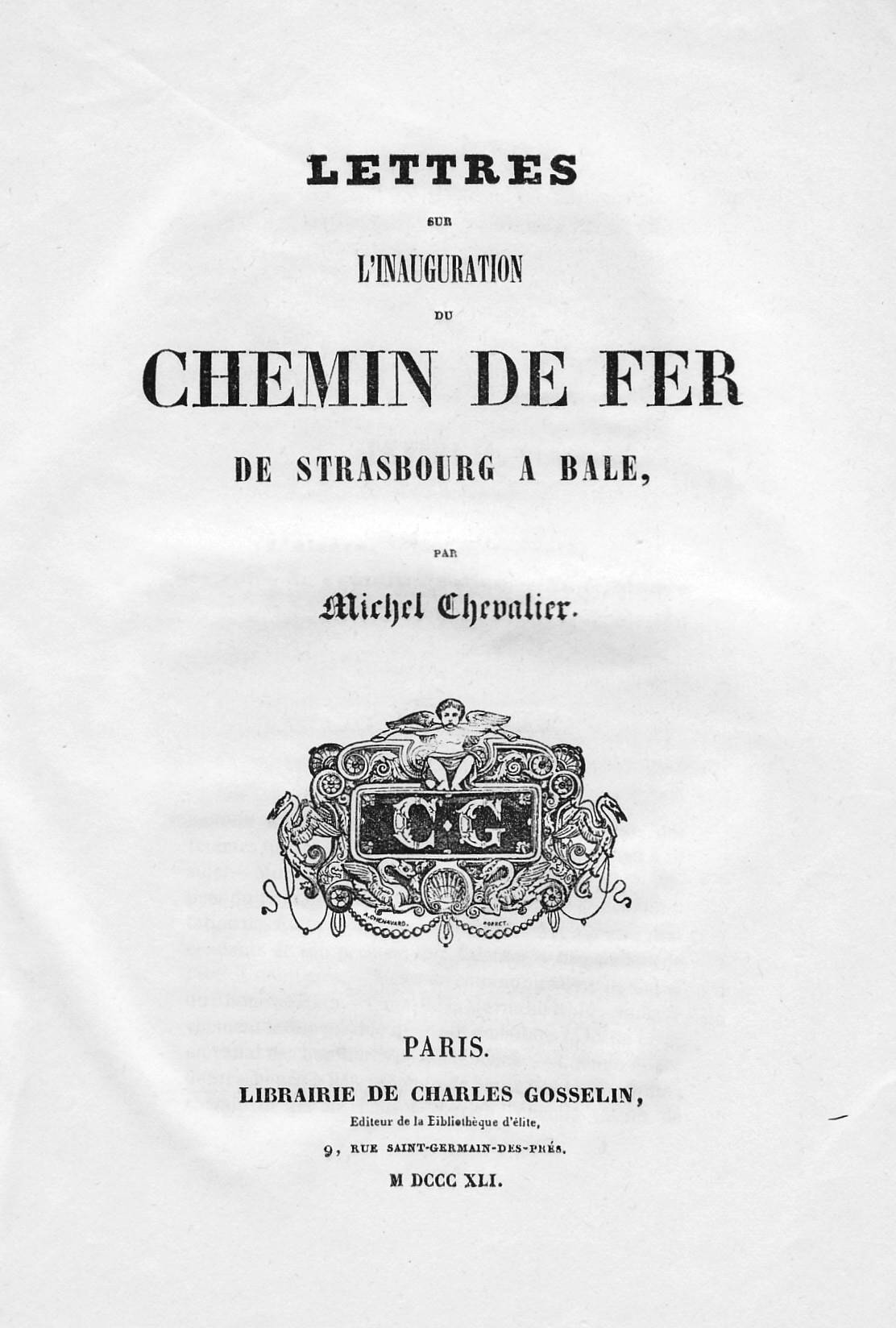
Compte rendu de l'inauguration du chemin de fer Strasbourg-Bâle en 1841

Les lettres de Michel Chevalier rendent compte des cérémonies d’inauguration à Mulhouse et Strasbourg mais sont aussi, et avant tout, un exposé de la doctrine saint-simonienne (confiance dans la Loi du progrès, appel à un nouvel ordre social, réorganisation économique du pays…) qui, en matière de chemin de fer, appelle à la création d’un système ferroviaire afin de coordonner les efforts au lieu de les répartir entre diverses petites lignes pas toujours complémentaires. Il faudra attendre l’avènement du Second Empire pour que ce vœu se réalise.
La numismatique ferroviaire a gardé le souvenir du Strasbourg-Bâle par la frappe de plusieurs médailles commémoratives :
- Koechlin & frères concessionnaires (1838)[90].
- Jeton de présence au conseil d’administration (1838)[91].
- Inauguration (1841)[92].

Un guide de voyage sur le chemin de fer de Strasbourg à Bâle est paru en 1842 et un autre en 1844.